# Liste der Biografien/Gau
Liste der Biografien |
Portal Biografien |
Personensuche
# |
A |
B |
C |
D |
E |
F |
G |
H |
I |
J |
K |
L |
M |
N |
O |
P |
Q |
R |
S |
T |
U |
V |
W |
X |
Y |
Z |
?
 
Ga |
Gb |
Gc |
Gd |
Ge |
Gf |
Gh |
Gi |
Gj |
Gk |
Gl |
Gm |
Gn |
Go |
Gp |
Gq |
Gr |
Gs |
Gu |
Gv |
Gw |
Gy |
Gz
 
Gaa |
Gab |
Gac |
Gad |
Gae |
Gaf |
Gag |
Gah |
Gai |
Gaj |
Gak |
Gal |
Gam |
Gan |
Gao |
Gap |
Gaq |
Gar |
Gas |
Gat |
Gau |
Gav |
Gaw |
Gax |
Gay |
Gaz
Die Liste der Biografien führt alle Personen auf, die in der deutschsprachigen Wikipedia einen Artikel haben. Dieses ist eine Teilliste mit 615 Einträgen von Personen, deren Namen mit den Buchstaben „Gau“ beginnt.

## Gau
- Gau de Frégeville, Charles Louis Joseph de (1762–1841), französischer General und Politiker
- Gau, Albert (1910–1993), französischer Politiker, Mitglied der Nationalversammlung
- Gau, Andreas (1800–1862), katholischer Theologe, Dozent, Subregens, Stiftsherr
- Gau, Franz Christian (1790–1853), deutsch-französischer Architekt und Baumeister
- Gau, Heinrich (1903–1965), deutscher Politiker und Verwaltungsbeamter
- Gau, Lutz (* 1959), deutscher Sportfunktionär, Handballspieler und -trainer
- Gau, Norbert (* 1962), deutscher Behindertensportler
- Gau, Walter (1956–2020), österreichischer Politiker (parteifrei), Landtagsabgeordneter
- Gau-Hamm, Hugo (1889–1967), deutscher Schauspieler bei Bühne und Film

### Gaub
- Gaub, Florence (* 1977), deutsch-französische PolitikwissenschaftlerinFlorence Gaub (* 1977)

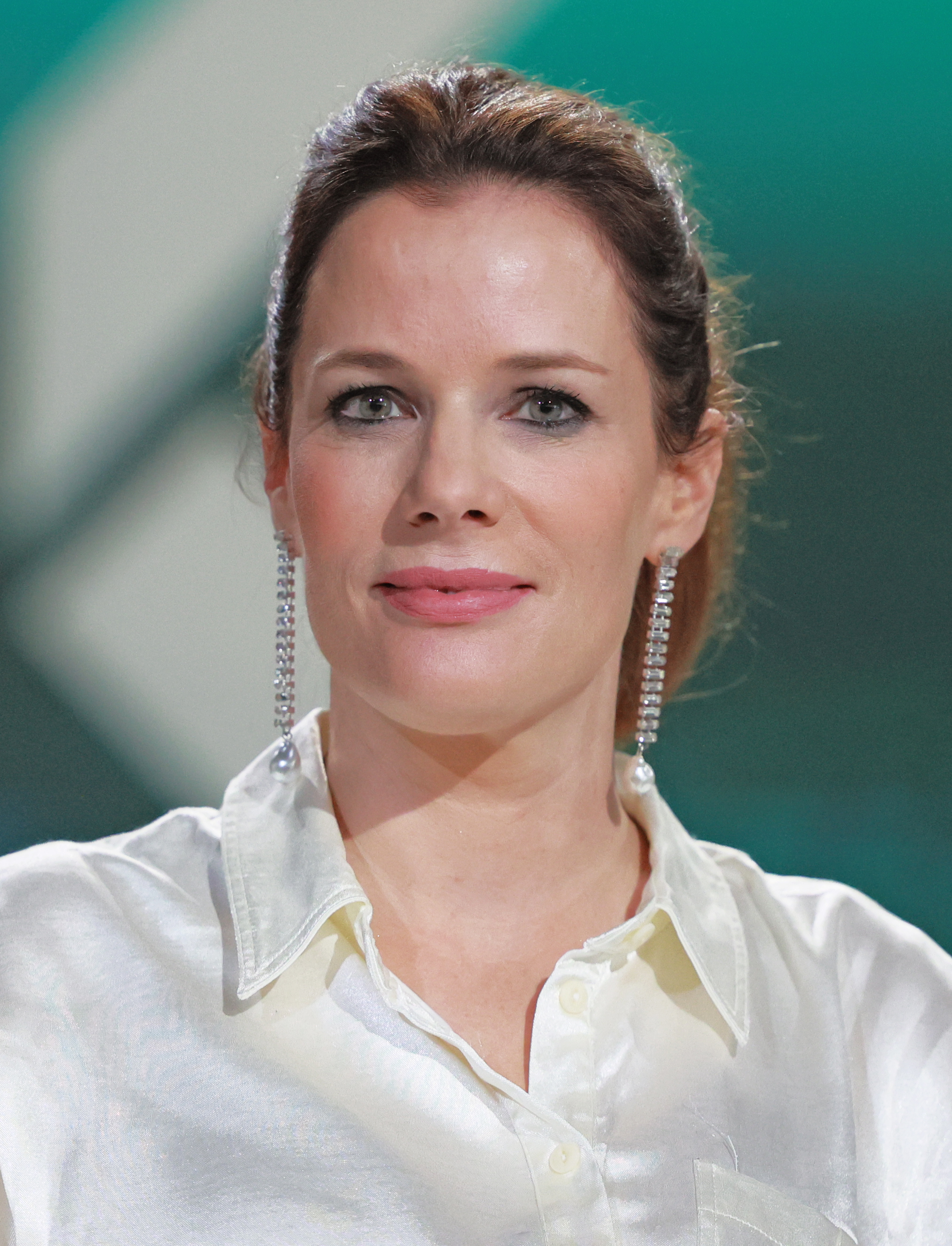
Florence Gaub (* 1977)

- Gaub, Hermann (* 1954), deutscher Biophysiker
- Gaub, Hieronymus David (1705–1780), deutscher Mediziner und Chemiker
- Gaubald († 761), römisch-katholischer Bischof
- Gaubas, Algimantas (* 1955), litauischer Politiker
- Gaubas, Vilius (* 2004), litauischer Tennisspieler
- Gaubatz, Danielle (* 1974), deutsche Schauspielerin
- Gaubatz, Dennis (* 1940), US-amerikanischer American-Football-Spieler
- Gaubatz, Jan-Lars (* 1989), deutscher Handballspieler
- Gaube, Heinz (1940–2022), deutscher Iranist und Hochschullehrer
- Gaube, Helmut (* 1946), deutscher Fußballspieler
- Gaube, Kathrin (* 1976), deutsche Synchron- und Hörspielsprecherin
- Gaubert, Danielle (1943–1987), französische Schauspielerin
- Gaubert, Ernest (1880–1945), französischer Journalist, Autor, Dichter, Romancier, Romanist und Biograf
- Gaubert, Patrick (* 1948), französischer Politiker (UMP), MdEP
- Gaubert, Philippe (1879–1941), französischer Komponist und Flötist
- Gaubil, Antoine (1689–1759), französischer Wissenschaftshistoriker
- Gaubisch, Urban (1527–1612), deutscher Drucker
- Gauby, Olga (1879–1944), österreichische Theaterschauspielerin
- Gaubys, Žilvinas (* 1975), litauischer Brigadegeneral

### Gauc
- Gaucelm Faidit, mittelalterlicher Troubadour
- Gauch, Hermann (1899–1978), deutscher Arzt, Adjutant Heinrich Himmlers und NS-Rasseforscher
- Gauch, Peter (* 1939), Schweizer Rechtswissenschaftler und Hochschullehrer
- Gauch, Rudi (1915–1979), deutscher Kunstturner der Kriegs- und Nachkriegsjahre (1940–1961), Deutscher Meister sowie Mitglied der deutschen Nationalriege
- Gauch, Sigfrid (* 1945), deutscher Schriftsteller
- Gauchat, Louis (1866–1942), Schweizer Romanist
- Gauchat, Patrick (* 1968), Schweizer Militär
- Gauchat, Pierre (1902–1956), Schweizer Grafiker und Maler
- Gauché, Laura (* 1995), französische Skirennläuferin
- Gauchel, Josef (1916–1963), deutscher Fußballspieler
- Gauchel, Klaus-Willi (* 1943), deutscher Brigadegeneral der Bundeswehr
- Gauchel, Walter (* 1956), deutscher Jazzmusiker
- Gaucher de Châtillon († 1250), Herr von Donzy, Saint-Aignan, Montmirail und Montjay
- Gaucher, Éric Claude (* 1970), französischer Geochemiker
- Gaucher, Guy (1930–2014), französischer Ordensgeistlicher, Weihbischof in Bayeux
- Gaucher, Nicolas (1846–1911), französischer Pomologe und Baumschulbesitzer
- Gaucher, Pierrejean (* 1958), französischer Jazzmusiker (Gitarre, Komposition)
- Gaucher, Ryan (* 1978), kanadischer Eishockeyspieler
- Gaucheraud, Hippolyte († 1874), französischer Journalist und Historiker
- Gaucherel, Léon (1816–1886), französischer Zeichner, Radierer, Illustrator und Maler
- Gauchet, Claude (1540–1620), französischer römisch-katholischer Geistlicher und Dichter
- Gauchet, Dominique (1853–1931), französischer Admiral
- Gauchet, Marcel (* 1946), französischer Geschichts- und Politischer Philosoph
- Gauchito Gil († 1878), argentinischer Volksheiliger
- Gaúcho (* 1979), brasilianischer Fußballspieler
- Gauci, Charles Victor Emmanuel (* 1952), maltesisch-australischer Geistlicher, römisch-katholischer Bischof von Darwin
- Gauci, Miriam (* 1959), maltesische Opernsängerin (Sopran)
- Gauci, Natalie (* 1981), australische Sängerin
- Gauci, Reuben (* 1983), maltesischer Fußballspieler
- Gauci, Stephen (* 1966), US-amerikanischer Jazz-Tenorsaxophonist
- Gauck, Joachim (* 1940), deutscher Pfarrer und Politiker (Neues Forum), MdV, MdB, erster Bundesbeauftragter für die Stasi-Unterlagen, elfter Bundespräsident der Bundesrepublik DeutschlandJoachim Gauck (* 1940)

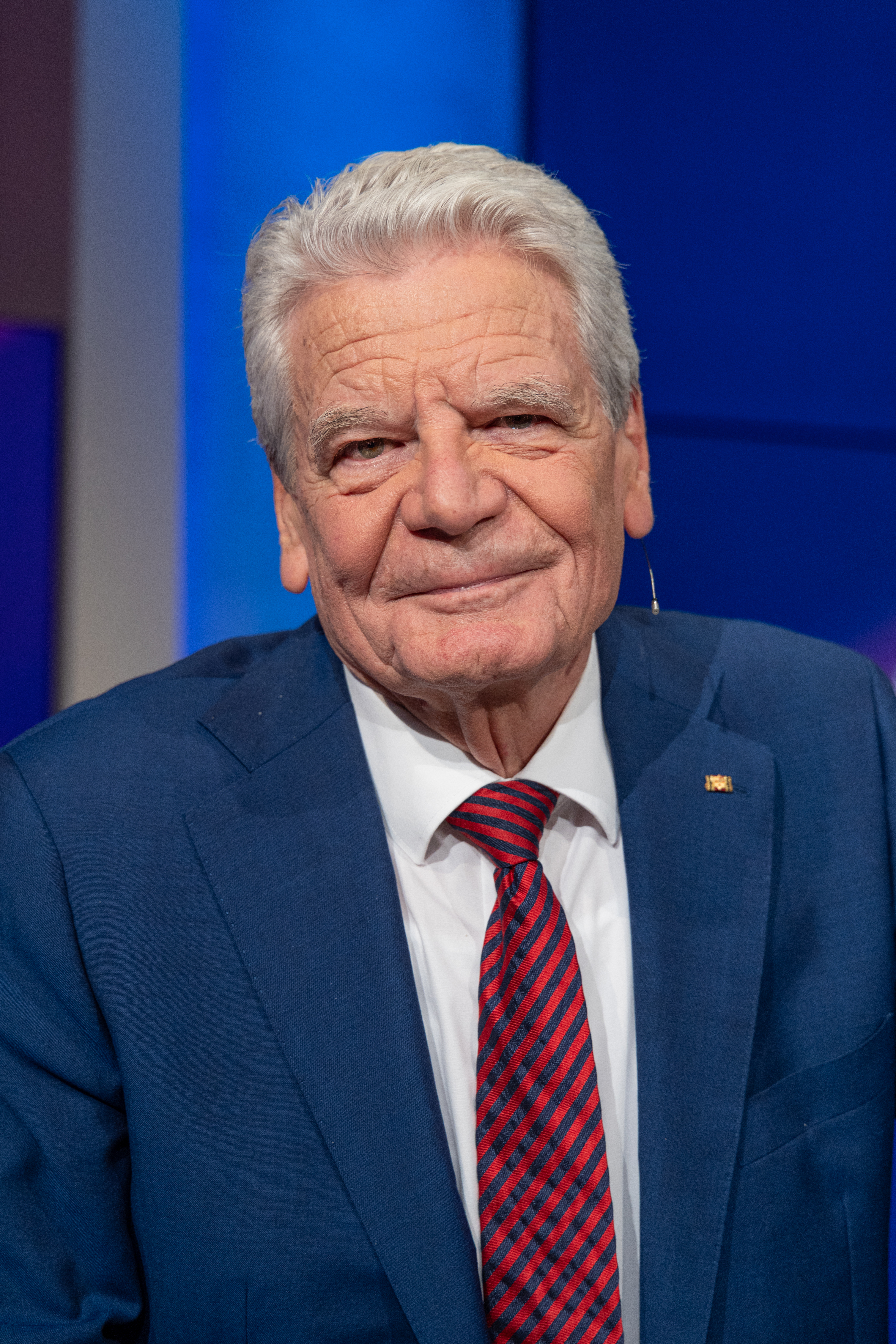
Joachim Gauck (* 1940)

- Gauck, Ralf (* 1965), deutscher Bassist
- Gauckler, Konrad (1898–1983), deutscher Naturforscher
- Gauckler, Ludwig (* 1948), deutscher Physiker und Hochschullehrer
- Gauckler, Paul (1866–1911), französischer Archäologe
- Gauckler, Philippe Gaspard (1826–1905), französischer Tiefbauingenieur
- Gauclin, Guillaume (* 1981), französischer Fußballtorhüter
- Gaucourt, Charles de († 1482), französischer Adliger und Militär
- Gaucourt, Raoul de, französischer Adliger, Militär und Diplomat, Gouverneur der Dauphiné, Großmeister von Frankreich

### Gaud
- Gaud, Léon (1844–1908), Schweizer Maler
- Gauda, König von Numidien
- Gaudapada, indischer Gelehrter
- Gaudard, Émile (1856–1941), Schweizer Jurist und Politiker
- Gaudard, Gaston (1933–2012), Schweizer Wirtschaftswissenschaftler
- Gaudard, Katja (* 1976), Schweizer Schauspielerin, Hörspielsprecherin und Tänzerin
- Gaudard, Victor (1797–1871), Schweizer Politiker
- Gaude, Francesco (1809–1860), italienischer Ordensgeistlicher, Kardinal der römisch-katholischen Kirche
- Gaude, Gerhard (1925–2011), deutscher DBD-Funktionär
- Gaudé, Laurent (* 1972), französischer Schriftsteller
- Gaude, Theodor (1782–1835), deutscher Gitarrist und Komponist
- Gaudeck, Franz (1889–1946), deutscher Kunsterzieher, Maler und Grafiker
- Gaudeck, Hans-Jürgen (* 1941), deutscher Aquarell-Maler und Autor
- Gaudecker, Emil von (1831–1893), deutscher Rittergutsbesitzer und Parlamentarier
- Gaudecker, Gerlach von (1909–1970), deutscher Offizier, zuletzt Oberst der Bundeswehr
- Gaudecker, Rita von (1879–1968), deutsche Schriftstellerin, Leiterin des Kapellenvereins
- Gaudefroy-Demombynes, Maurice (1862–1957), französischer Arabist, Islamwissenschaftler und Religionshistoriker
- Gaudel, Auguste (1880–1969), französischer römisch-katholischer Geistlicher und Bischof
- Gaudelius, Karl († 1871), deutscher Theaterschauspieler, Theater- und Opernregisseur sowie Theaterleiter und Theaterintendant
- Gaudemard, Anaïs (* 1991), französische Harfenistin
- Gaudemet, Jean (1908–2001), französischer Rechtshistoriker
- Gaudemunda Zofia († 1288), Herzog von Masowien
- Gaudentius († 613), Bischof von Konstanz
- Gaudentius von Brescia, Heiliger, Schriftsteller
- Gaudentius von Gnesen (* 970), Erzbischof von Gnesen
- Gaudentius von Lebus, Bischof von Lebus
- Gaudenz, Simon (* 1974), Schweizer Dirigent
- Gaudenzi, Andrea (* 1973), italienischer Tennisspieler und Tennisfunktionär
- Gaudenzi, Augusto (1858–1916), italienischer Historiker und Rechtswissenschaftler
- Gaudenzi, Jochen (* 1978), österreichischer Fußballspieler
- Gaudenzi, Paganino (1595–1649), Schweizer katholischer Theologe, Priester und Universalgelehrter
- Gauder, Felix (* 1972), deutscher Musikproduzent
- Gauder, Hartwig (1954–2020), deutscher Leichtathlet und OlympiasiegerHartwig Gauder (1954–2020)

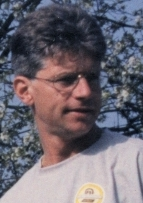
Hartwig Gauder (1954–2020)

- Gauderer, Ulrike (* 1971), deutsche Politikerin (Bündnis 90/Die Grünen)
- Gauderich, Bischof
- Gaudermann, Julia (* 1992), deutsche Basketballspielerin
- Gaudet, Arnaud (* 2000), kanadischer Snowboarder
- Gaudet, Kevin (* 1963), kanadischer Eishockeyspieler und -trainer
- Gaudet, Tyler (* 1993), kanadischer Eishockeyspieler
- Gaudet-Erskine, Hazel (1908–1975), amerikanische Sozial- und Kommunikationswissenschaftlerin
- Gaudette, Adam (* 1996), US-amerikanischer Eishockeyspieler
- Gaudette, Marie-Josephine (1902–2017), US-amerikanisch-italienische Nonne, Lehrerin und Supercentenarian
- Gaudette, Maxim (* 1974), kanadischer Schauspieler
- Gaudi, Andreas von (1613–1665), schottischer kurbrandenburgischer Generalmajor
- Gaudí, Antoni (1852–1926), spanischer Architekt des katalanischen ModernismusAntoni Gaudí (1852–1926)

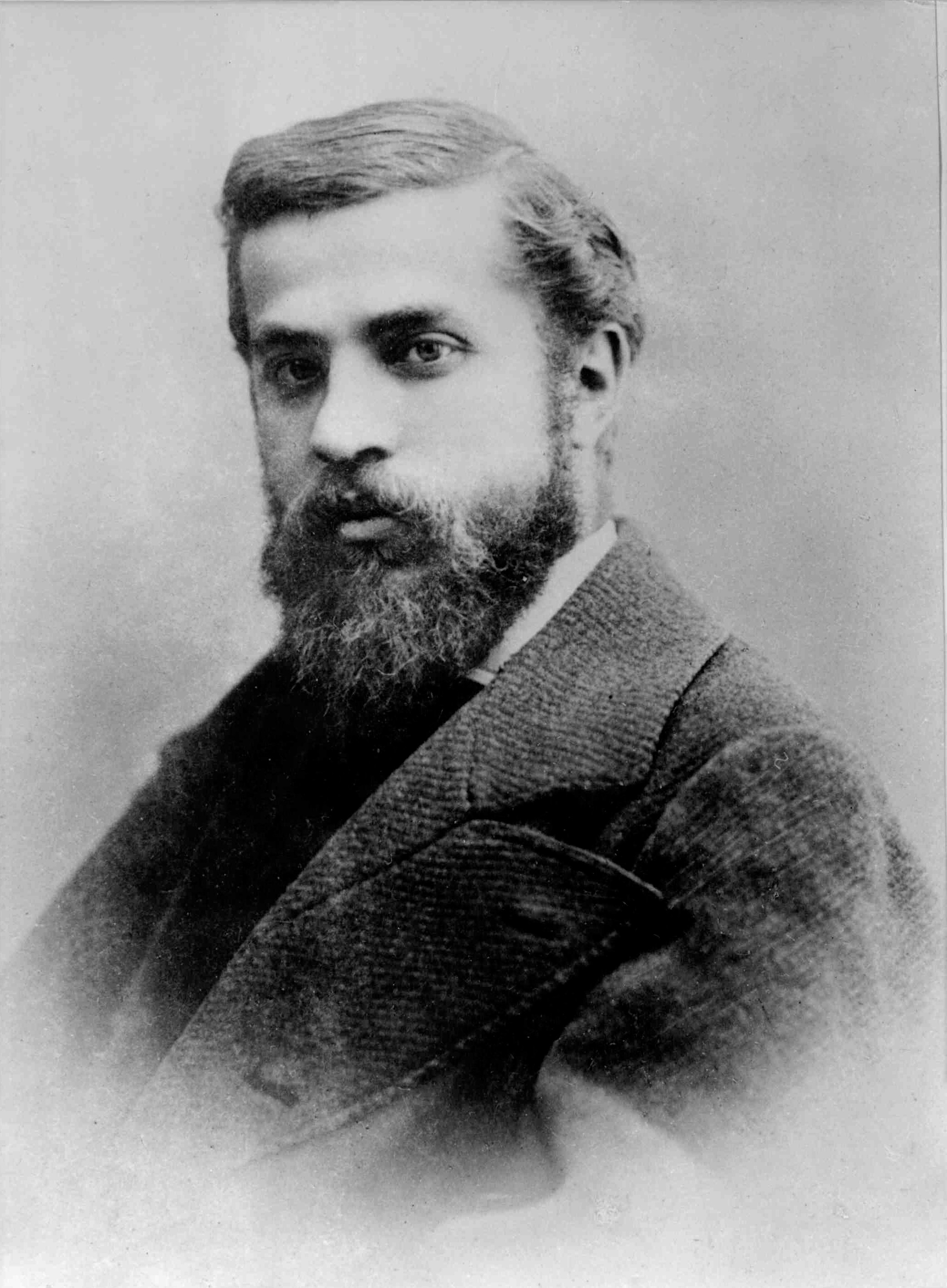
Antoni Gaudí (1852–1926)

- Gaudi, Carl Friedrich Ludwig von (1734–1784), preußischer Beamter
- Gaudi, Friedrich Wilhelm Leopold von (1765–1823), preußischer Generalleutnant und zuletzt Kommandant von Danzig
- Gaudi, Friedrich Wilhelm von (1725–1788), preußischer Generalleutnant
- Gaudi, Leopold Otto von (1728–1789), preußischer Staats-, Kriegs- und Finanzminister
- Gaudian, Christian, Schwerverletzter an der Berliner Mauer
- Gaudian, Werner (* 1934), deutscher leitender Ingenieur und Politiker (DDR)
- Gaudiano (* 1991), italienischer Popsänger
- Gaudiano, Emanuele (* 1986), italienischer Springreiter
- Gaudiano, Luigi (* 1965), italienischer Boxer
- Gaudibert, Casimir Marie (1823–1901), französischer Astronom
- Gaudibert, Éric (1936–2012), Schweizer Komponist
- Gaudichaud-Beaupré, Charles (1789–1854), französischer Botaniker
- Gaudier-Brzeska, Henri (1891–1915), französischer Bildhauer
- Gaudig, Hugo (1860–1923), deutscher Reformpädagoge, Schuldirektor in LeipzigHugo Gaudig (1860–1923)

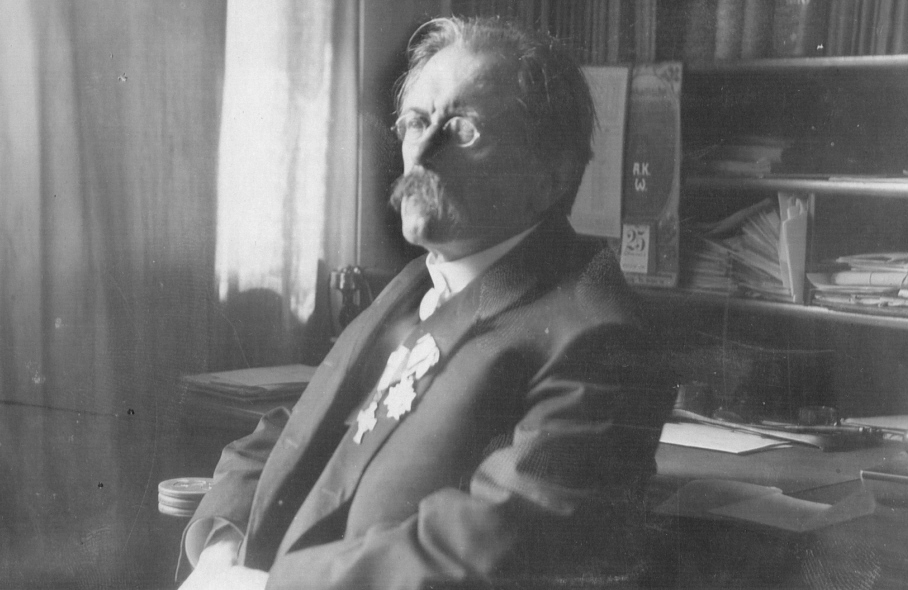
Hugo Gaudig (1860–1923)

- Gaudig, Otto (1878–1945), deutscher Kommunalpolitiker (KPD)
- Gaudig, Theo (1904–2003), deutscher Arbeiterfotograf, Kommunist und ehemaliger Buchenwaldhäftling
- Gaudin, André (1875–1926), französischer Ruderer
- Gaudin, Antoine Marc (1900–1974), französisch-US-amerikanischer Ingenieur
- Gaudin, Auguste-Jean (1914–1992), französischer Maler und Kupferstecher
- Gaudin, Christian (* 1967), französischer Handballspieler und -trainer
- Gaudin, Damien (* 1986), französischer Radrennfahrer
- Gaudin, Félix (1851–1930), französischer Glasmaler
- Gaudin, Gabriel (1919–1999), französischer Radrennfahrer
- Gaudin, Jean (1617–1681), französischer Jesuit, Altphilologe, Romanist und Lexikograf
- Gaudin, Jean (1766–1833), Schweizer Pfarrer und Naturforscher
- Gaudin, Jean (1879–1954), französischer Glasmaler
- Gaudin, Jean-Claude (1939–2024), französischer Politiker, Mitglied der Nationalversammlung
- Gaudin, Jean-Philippe (* 1962), Schweizer General und Direktor des Nachrichtendienst des Bundes
- Gaudin, Louis (1882–1936), französischer Plakatkünstler und Kostümbildner
- Gaudin, Lucien (1886–1934), französischer Fechter
- Gaudin, Marc Antoine Augustin (1804–1880), französischer Chemiker
- Gaudin, Marguerite (1909–1991), amerikanische Glasmalerin
- Gaudin, Marie († 1580), Favoritin des französischen Königs Franz I.
- Gaudin, Michel (1756–1841), französischer Finanzminister
- Gaudin, Michel (1931–2023), französischer Physiker
- Gaudin, Michel (* 1948), französischer Beamter, Präfekt der Pariser Polizei
- Gaudin, Noah (* 1999), französischer Handballspieler
- Gaudín, Raúl († 1962), uruguayischer Politiker
- Gaudin, René (1889–1958), französischer Autorennfahrer
- Gaudin, Sylvie (1950–1994), französische Malerin und Glasmalerin
- Gaudin, Thibaud († 1292), Großmeister der Templer
- Gaudin, Thomas (* 1973), französischer Schauspieler, Film- und Theaterregisseur sowie Komiker
- Gaudini, Giulio (1904–1948), italienischer Florett- und Degenfechter
- Gaudino, Alex (* 1970), italienischer DJ und Musikproduzent
- Gaudino, Gianluca (* 1996), deutscher Fußballspieler
- Gaudino, Giuseppe (* 1957), italienischer Dokumentarfilmer und Bühnenbildner
- Gaudino, Lucio (* 1953), italienischer Filmregisseur und Drehbuchautor
- Gaudino, Maurizio (* 1966), deutscher Fußballspieler und -trainerMaurizio Gaudino (* 1966)

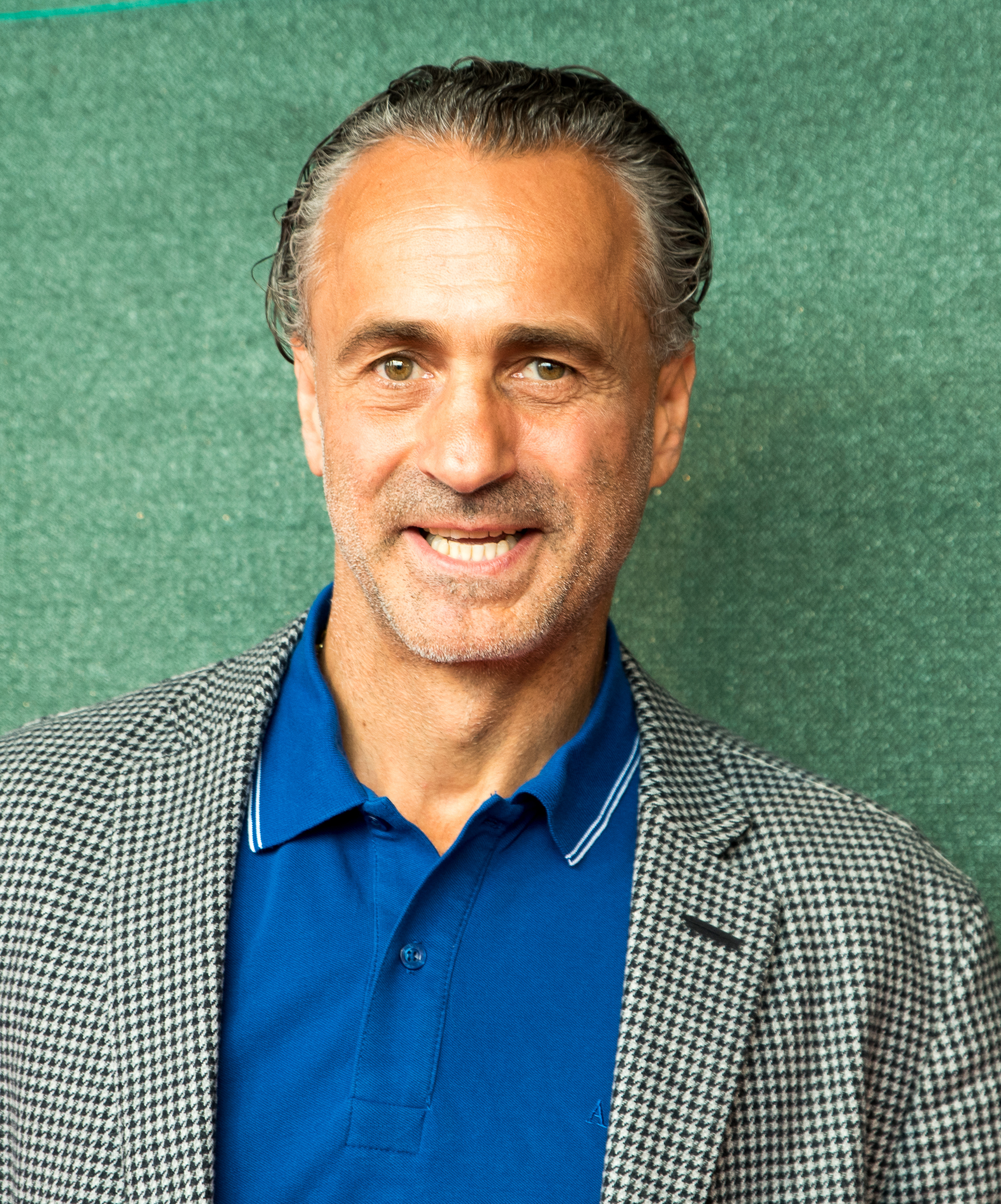
Maurizio Gaudino (* 1966)

- Gaudio, Bob (* 1942), US-amerikanischer Sänger, Songwriter, Keyboarder und Musikproduzent
- Gaudio, Gastón (* 1978), argentinischer Tennisspieler
- Gaudio, Tony (1883–1951), US-amerikanischer Kameramann italienischer Abstammung
- Gaudioso, Massimo (* 1958), italienischer Filmregisseur
- Gaudiosus, Bischof von Abitine, Heiliger
- Gauditz, Kay (* 1959), deutscher Kameramann
- Gauditz, Uwe (* 1940), deutscher Schauspieler
- Gaudlitz, Gottlieb (1694–1745), deutscher lutherischer Pfarrer und Theologe
- Gaudnek, Walter (1931–2022), deutscher moderner Künstler
- Gaudoin, Paul (* 1975), australischer Hockeyspieler
- Gaudreau, Frédérick (* 1993), kanadischer Eishockeyspieler
- Gaudreau, Johnny (1993–2024), US-amerikanischer EishockeyspielerJohnny Gaudreau (1993–2024)

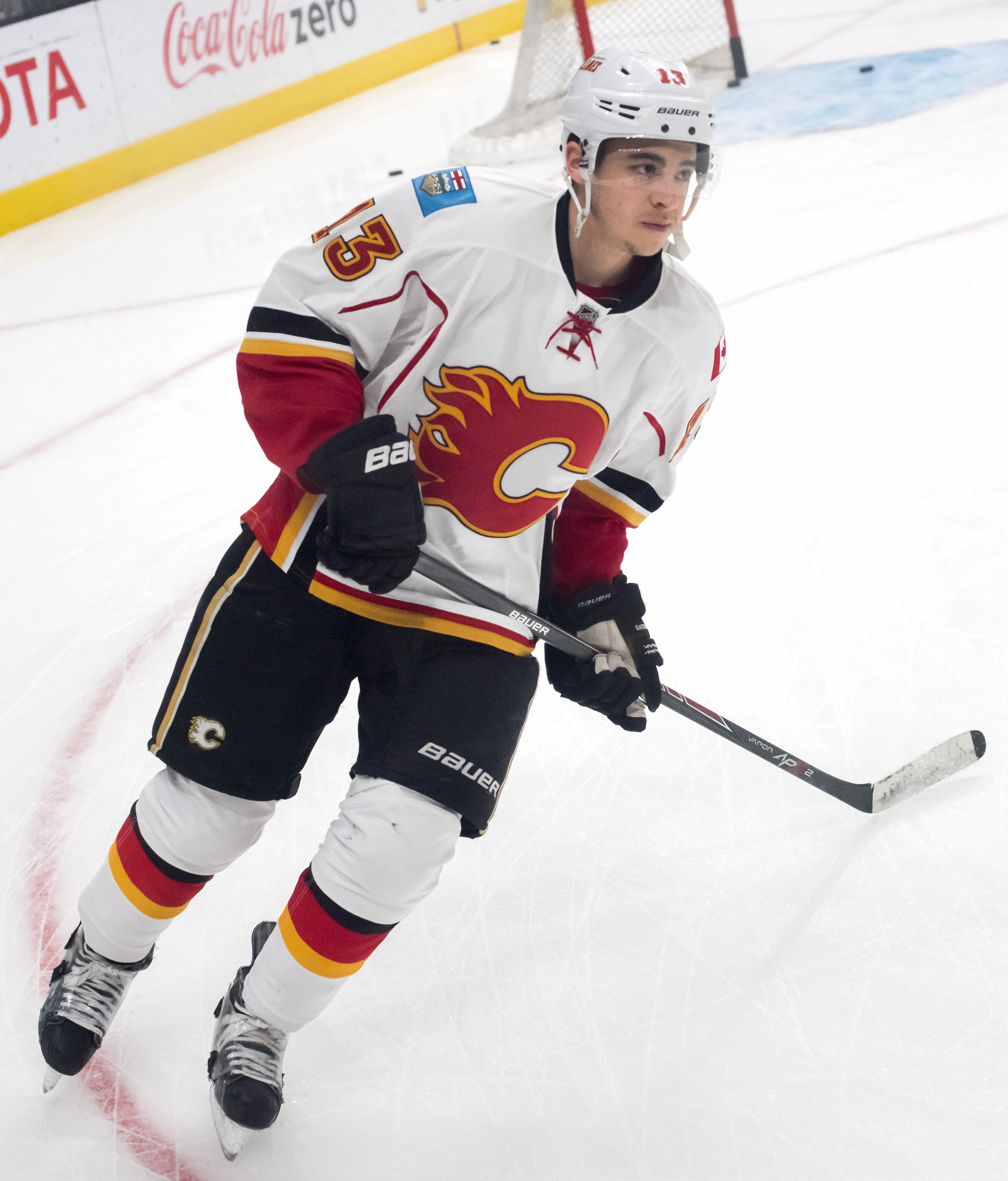
Johnny Gaudreau (1993–2024)

- Gaudreau, Rob (* 1970), US-amerikanischer Eishockeyspieler
- Gaudrillet, Philippe (* 1936), französischer Radrennfahrer
- Gaudriot, Charly (1895–1978), österreichischer Jazz- und Unterhaltungsmusiker
- Gaudron, Matthias (* 1965), deutscher römisch-katholischer Priester, Dogmatiker, Autor
- Gaudry († 1112), Bischof von Laon
- Gaudry, Jean Albert (1827–1908), französischer Geologe und Paläontologe
- Gaudry, Michel (1928–2019), französischer Musiker, Kontrabassist des französischen Jazz
- Gaudry, Pierre-François, französischer Dokumentarfilmproduzent
- Gaudry, Tracey (* 1969), australische Radrennfahrerin und Radsportfunktionärin
- Gaudszun, Thomas (* 1955), deutscher Chemiker und Politiker (SPD), MdA
- Gaudu, David (* 1996), französischer RadrennfahrerDavid Gaudu (* 1996)

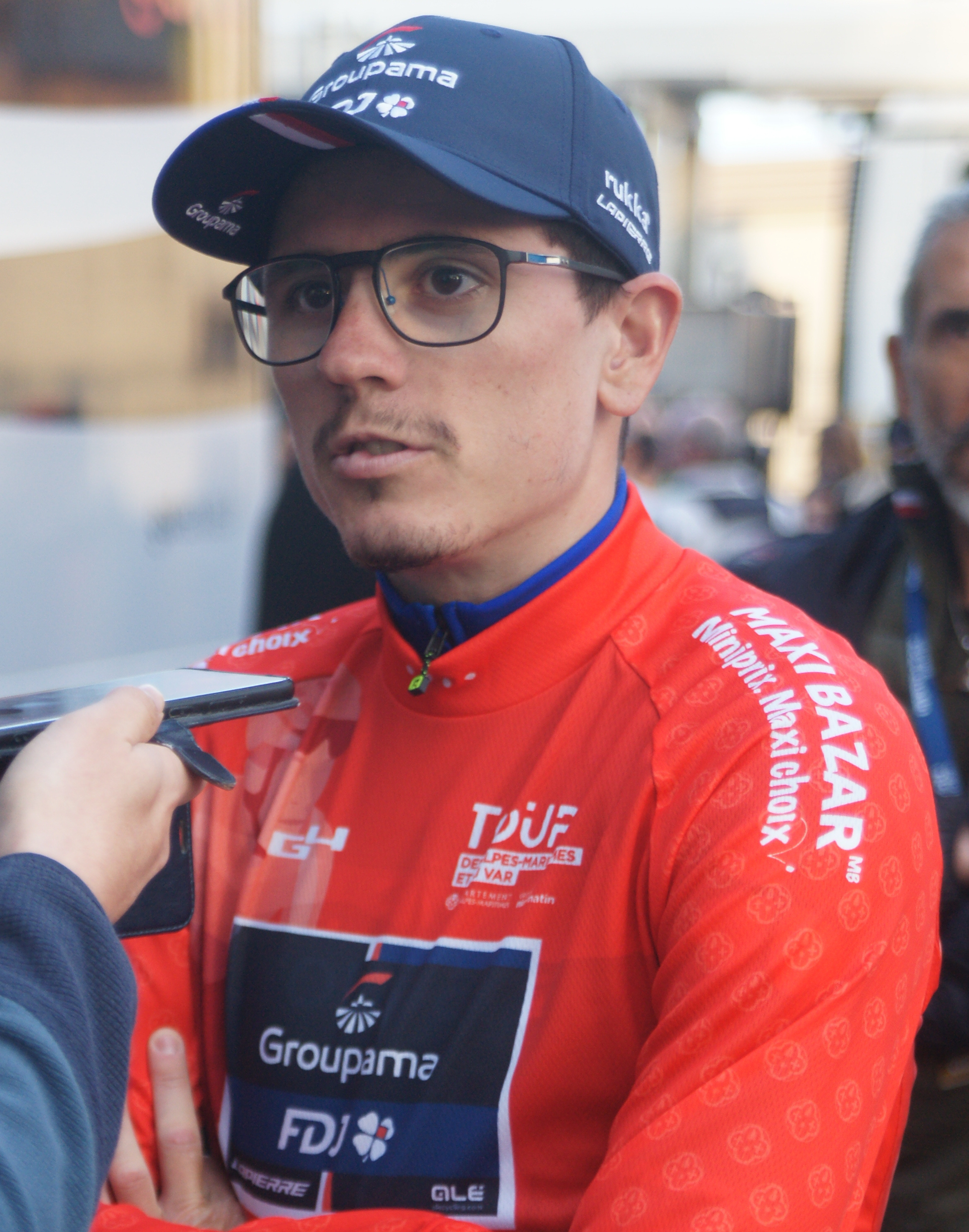
David Gaudu (* 1996)

- Gauduchon, Paul (* 1945), französischer Mathematiker
- Gaudy, Adolf (1872–1956), Schweizer Architekt
- Gaudy, Alice von (1863–1929), deutsche Schriftstellerin und Lyrikerin
- Gaudy, Arthur von (1842–1924), preußischer Generalleutnant
- Gaudy, Franz von (1800–1840), Dichter und Novellist
- Gaudy, Georges (1872–1940), belgischer Maler, Radierer, Plakatkünstler sowie Radsportler
- Gaudy, Johann Baptist (1831–1901), Schweizer Kaufmann, Bankier und Politiker
- Gaudzinski-Windheuser, Sabine (* 1965), deutsche Prähistorikerin

### Gaue
- Gauer, Bernhard (1882–1955), deutscher Maler und Mosaikkünstler
- Gauer, Emil (1905–1991), deutscher Politiker (NSDAP), Oberbürgermeister von Pirmasens
- Gauer, Mathias (* 1956), deutscher Landeskantor
- Gauer, Nico (* 1996), liechtensteinischer Skirennfahrer
- Gauer, Otto (1909–1979), deutscher Physiologe
- Gauer, Werner (* 1937), deutscher Klassischer Archäologe
- Gauermann, Carl (1804–1829), österreichischer Maler
- Gauermann, Friedrich (1807–1862), österreichischer Maler und Grafiker
- Gauermann, Jakob (1773–1843), deutscher Maler, Zeichner und Kupferstecher
- Gauert, Adolf (1911–1989), deutscher Historiker
- Gauert, Heide (* 1942), deutsche Dokumentarfilm-Regisseurin
- Gauert, Heiko (* 1949), deutscher Journalist, Autor und Pädagoge
- Gaues, Jochen (* 1966), deutscher Bäcker

### Gauf
- Gauf, Don (1927–2014), kanadischer Eishockeyspieler
- Gauf, Horst (1924–2009), deutscher Jurist und Generalstaatsanwalt in Hessen
- Gauff, Coco (* 2004), US-amerikanische TennisspielerinCoco Gauff (* 2004)

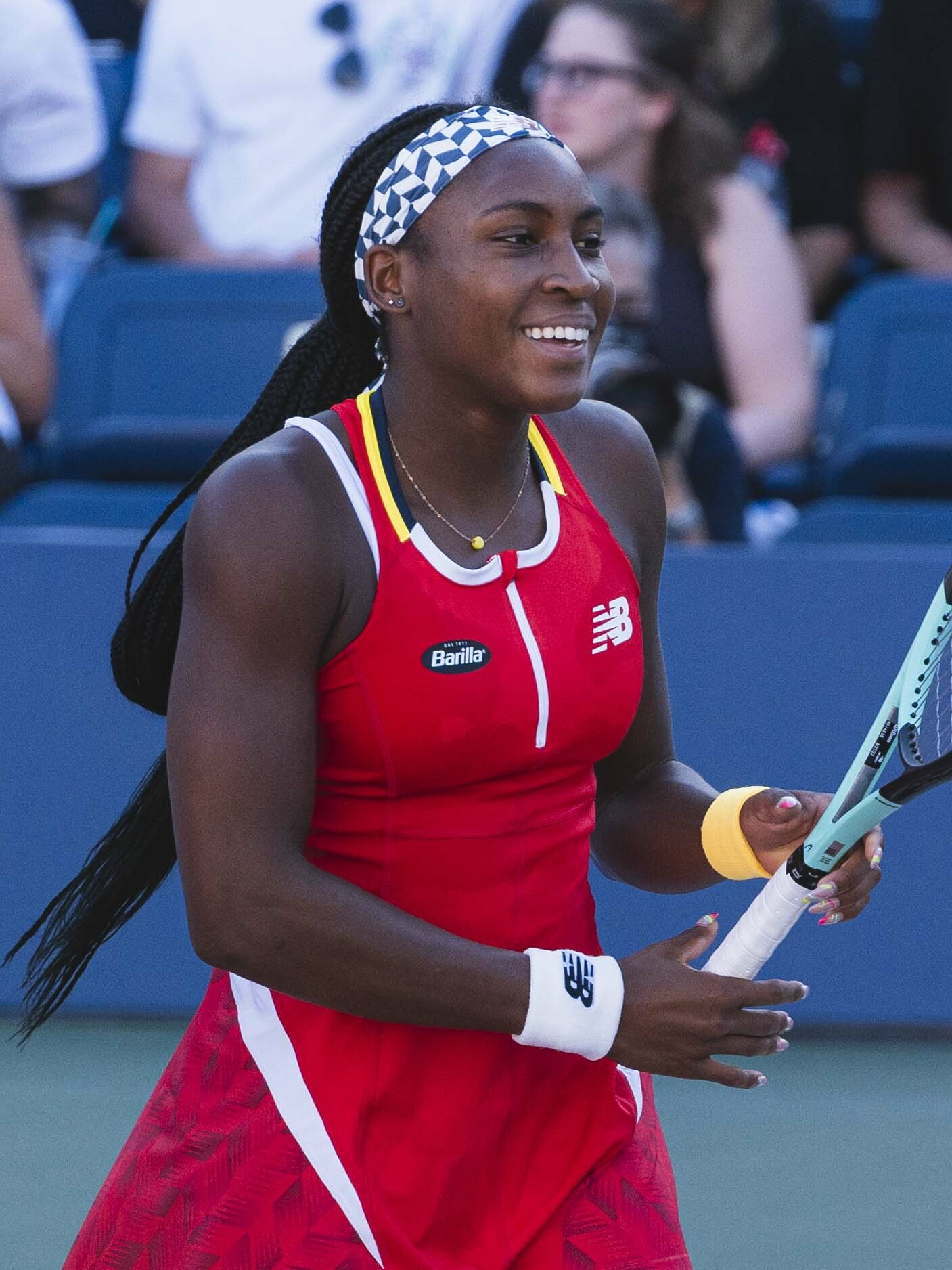
Coco Gauff (* 2004)

- Gaufredi, Raymund († 1310), Generalminister der Franziskaner
- Gaufredus Malaterra, normannischer Chronist

### Gaug
- Gauge (* 1980), US-amerikanische Ex-Pornodarstellerin und Ex-StripperinGauge (* 1980)

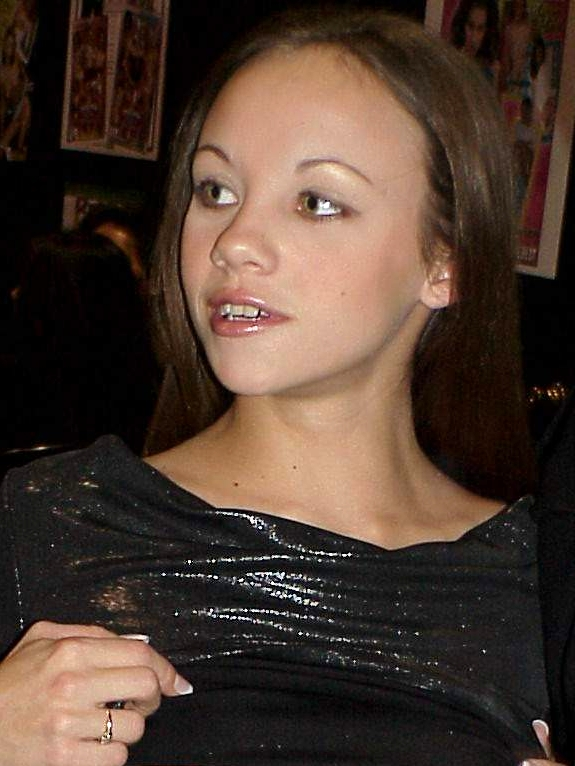
Gauge (* 1980)

- Gaugel, Heidi-Elke (* 1959), deutsche Leichtathletin und Olympiateilnehmerin
- Gaugengigl, Ignaz (1853–1932), deutscher Maler
- Gauger, Hans-Carsten (* 1970), deutscher Taekwondoin
- Gauger, Hans-Martin (1935–2024), deutscher Romanist, Sprachwissenschaftler und Autor
- Gauger, Hildegard (1890–1975), deutsche Anglistin und Hochschullehrerin
- Gauger, Jörg-Dieter (1947–2015), deutscher Althistoriker
- Gauger, Joseph (1866–1939), württembergischer Theologe
- Gauger, Kurt (1899–1959), deutscher Schriftsteller und Psychotherapeut
- Gauger, Martin (1905–1941), deutscher Jurist, der Hitler den Treueid verweigerte
- Gauger, Matthias (* 1982), deutscher Politikwissenschaftler und Sprecher der Landesregierung Baden-Württemberg
- Gauger, Wilhelm (1860–1947), württembergischer Oberamtmann
- Gauger, Wilhelm (1872–1945), deutscher Landwirt und Politiker (DNVP, CNBL), MdL
- Gauger, Wilhelm (1932–2013), deutscher Anglist und Hochschullehrer
- Gaugerich von Cambrai, Bischof von Cambrai und Heiliger der römisch-katholischen Kirche
- Gaugg, Reinhart (* 1953), österreichischer Politiker (FPÖ), Abgeordneter zum Nationalrat
- Gaughan, Dick (* 1948), schottischer Folksänger
- Gaughan, Norbert Felix (1921–1999), US-amerikanischer Geistlicher, römisch-katholischer Bischof von Gary
- Gaughran, James (* 1932), US-amerikanischer Wasserballspieler und Schwimmtrainer
- Gaughren, Anthony (1849–1901), irischer römisch-katholischer Ordensgeistlicher und Apostolischer Vikar von Kimberley in Orange
- Gaughren, Matthew (1843–1914), irischer römisch-katholischer Ordensgeistlicher und Apostolischer Vikar von Kimberley in Orange
- Gaugigl, Jenny (* 1996), deutsche Fußballspielerin
- Gaugisch, Markus (* 1974), deutscher Handballspieler und -trainerMarkus Gaugisch (* 1974)

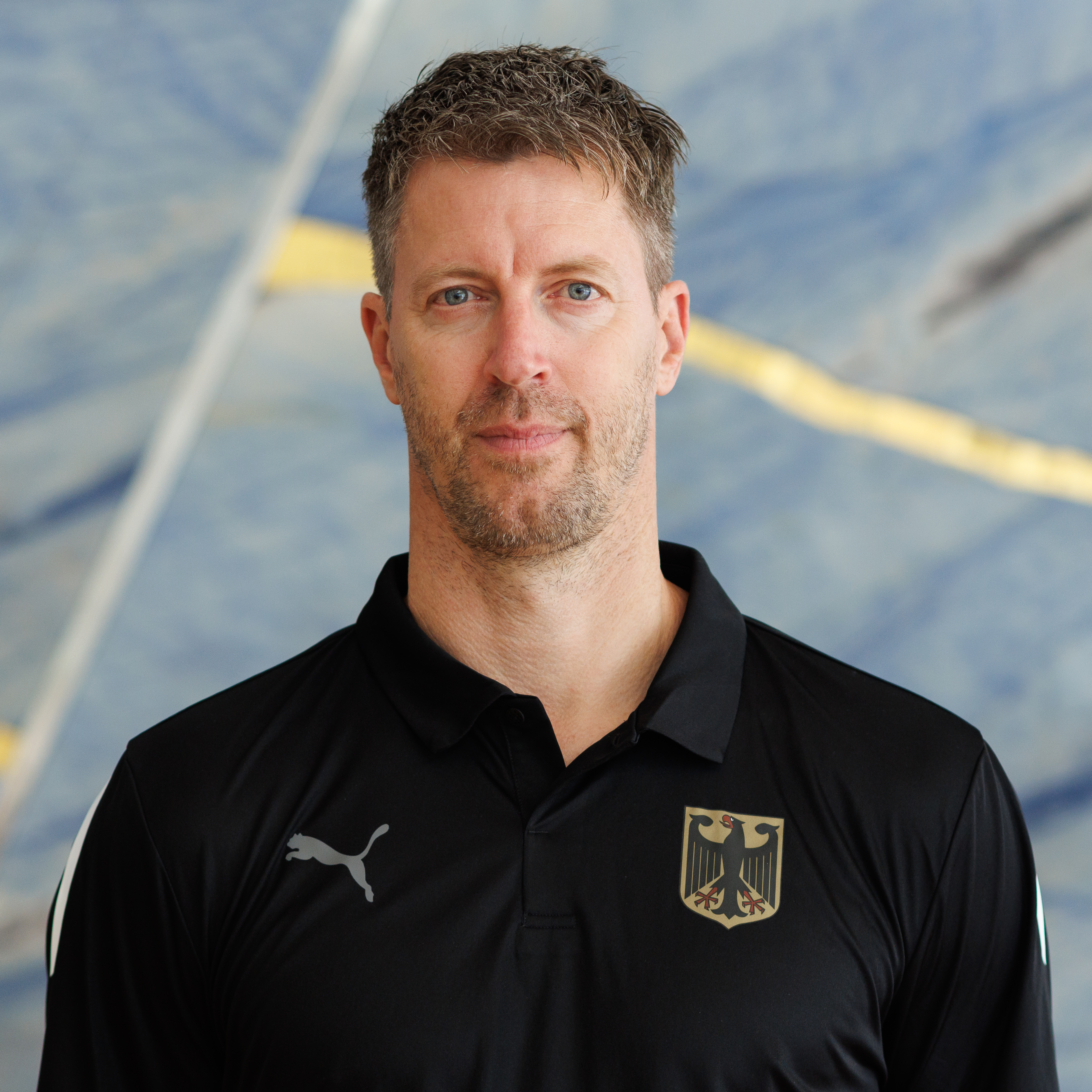
Markus Gaugisch (* 1974)

- Gaugler, Christoph (* 1958), Schweizer Schauspieler
- Gaugler, Daniela (* 1962), Schweizer Politikerin (SVP)
- Gaugler, Eduard (1928–2014), deutscher Wirtschaftswissenschaftler
- Gaugler, Ernst (1891–1963), Schweizer christkatholischer Geistlicher und Theologe
- Gaugler, Hans (1913–1997), Schweizer Schauspieler und Theaterregisseur
- Gauglitz, Günter (* 1944), deutscher Chemiker und Hochschullehrer
- Gaugreben, Carl Caspar von (1713–1767), Generalleutnant in russischen Diensten
- Gaugreben, Johann von (1848–1912), Landrat des Kreises Brilon
- Gaugreben, Werner von (1783–1832), Gutsbesitzer, Mitglied der Landstände im Fürstentum Waldeck
- Gauguin, Paul (1848–1903), französischer Maler des Synthetismus, Wegbereiter des ExpressionismusPaul Gauguin (1848–1903)

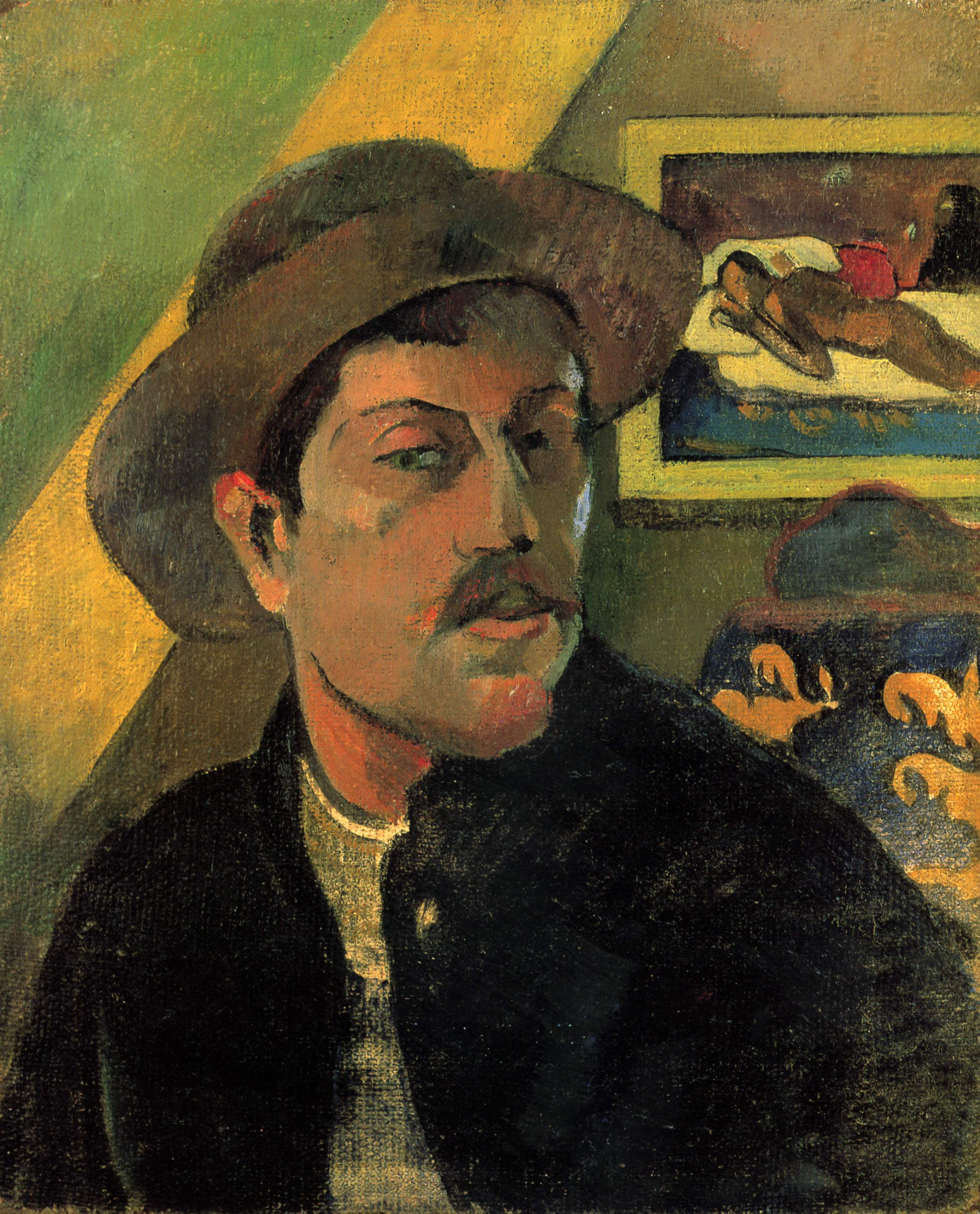
Paul Gauguin (1848–1903)

- Gauguin, Pola (1883–1961), dänisch-norwegischer Maler, Kunstkritiker und Biograf
- Gaugusch, Georg (* 1974), österreichischer Historiker und Unternehmer

### Gauh
- Gauhar-Schad († 1457), Timuriden-Fürstin
- Gauhe, Johann Friedrich (1681–1755), deutscher Genealoge
- Gauhe, Julius (1835–1912), deutscher Textilfabrikant und -färber
- Gauhe, Peter (* 1940), deutscher Beleuchter, Kameramann, Fotograf und Schauspieler

### Gauj
- Gaujac, Edmond (1895–1962), französischer Komponist und Musikpädagoge

### Gauk
- Gauk, Alexander Wassiljewitsch (1893–1963), sowjetischer Dirigent und Komponist
- Gauke, David (* 1971), britischer Politiker und Rechtsanwalt
- Gauke, Hans, deutscher Schwimmer
- Gaukel, Hans (1872–1914), deutscher Maler
- Gauks, Olga (* 1987), deutsche Politikerin (CDU)
- Gaukstad, Øystein (1912–1996), norwegischer Musikwissenschaftler und Bibliothekar

### Gaul
- Gaul, August (1869–1921), deutscher Bildhauer
- Gaul, Bartosch (* 1987), polnischer Fußballtrainer
- Gaul, Bryan (* 1989), amerikanischer Fußballspieler
- Gaul, Charly (1932–2005), luxemburgischer RadrennfahrerCharly Gaul (1932–2005)

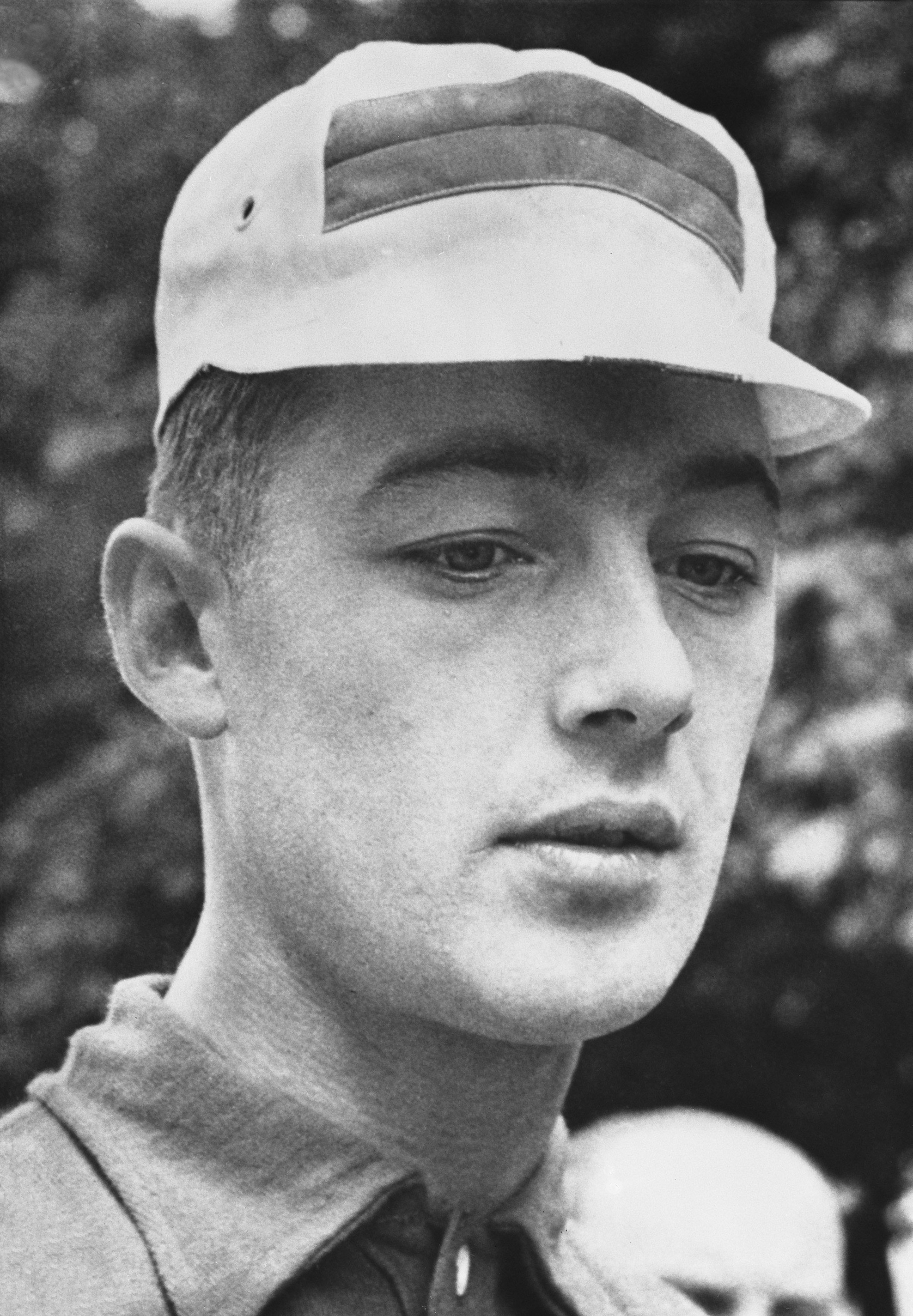
Charly Gaul (1932–2005)

- Gaul, Christian (* 1964), deutscher Schauspieler und Synchronsprecher
- Gaul, David (1886–1962), US-amerikanischer Schwimmer
- Gaul, Emil Erwin (1903–1969), deutscher Landwirt, Winzer und Politiker (FDP), MdL
- Gaul, Ewald (1919–2004), deutscher Autor, Umweltschützer und Politiker (ödp)
- Gaul, Florian (* 1991), deutscher Stabhochspringer
- Gaul, Franz (1802–1874), österreichischer Medailleur, Direktor der königlich-kaiserlichen Graveurakademie in Wien
- Gaul, Franz Xaver (1837–1906), österreichischer Maler und Kostümbildner
- Gaul, Gerhard (1909–1982), deutscher Jurist und Politiker (CDU)
- Gaul, Gustav (1836–1888), österreichischer Maler
- Gaul, Hans Friedhelm (* 1927), deutscher Jurist und Hochschullehrer
- Gaul, Harvey Bartlett (1881–1945), US-amerikanischer Komponist und Organist
- Gaul, Karl (1889–1972), deutscher Pädagoge und Politiker (DDP, LDP, FDP), MdL, MdB
- Gaul, Lorenz († 1508), katholischer Priester, Benediktiner und Abt des Klosters Murrhardt
- Gaul, Lothar (1946–2018), deutscher Maschinenbauingenieur und Hochschullehrer
- Gaul, Niels (* 1975), deutscher Byzantinist
- Gaul, Otto (1903–1975), deutscher Kunsthistoriker
- Gaul, Rudi (* 1982), deutscher Regisseur und Drehbuchautor
- Gaul, Ulrike (1960–2020), deutsche Entwicklungsbiologin
- Gaul, Uwe (* 1963), deutscher Verwaltungsbeamter und Politiker (SPD, parteilos)
- Gaul, Walter (1905–1994), deutscher Kapitän zur See der Bundesmarine
- Gaul, Winfred (1928–2003), deutscher Maler
- Gaul, Wolfgang (* 1945), deutscher Hochschullehrer, Professor der Betriebswirtschaftslehre
- Gauland, Alexander (* 1941), deutscher Jurist, Publizist und Politiker (seit 2013 AfD, davor CDU)Alexander Gauland (* 1941)

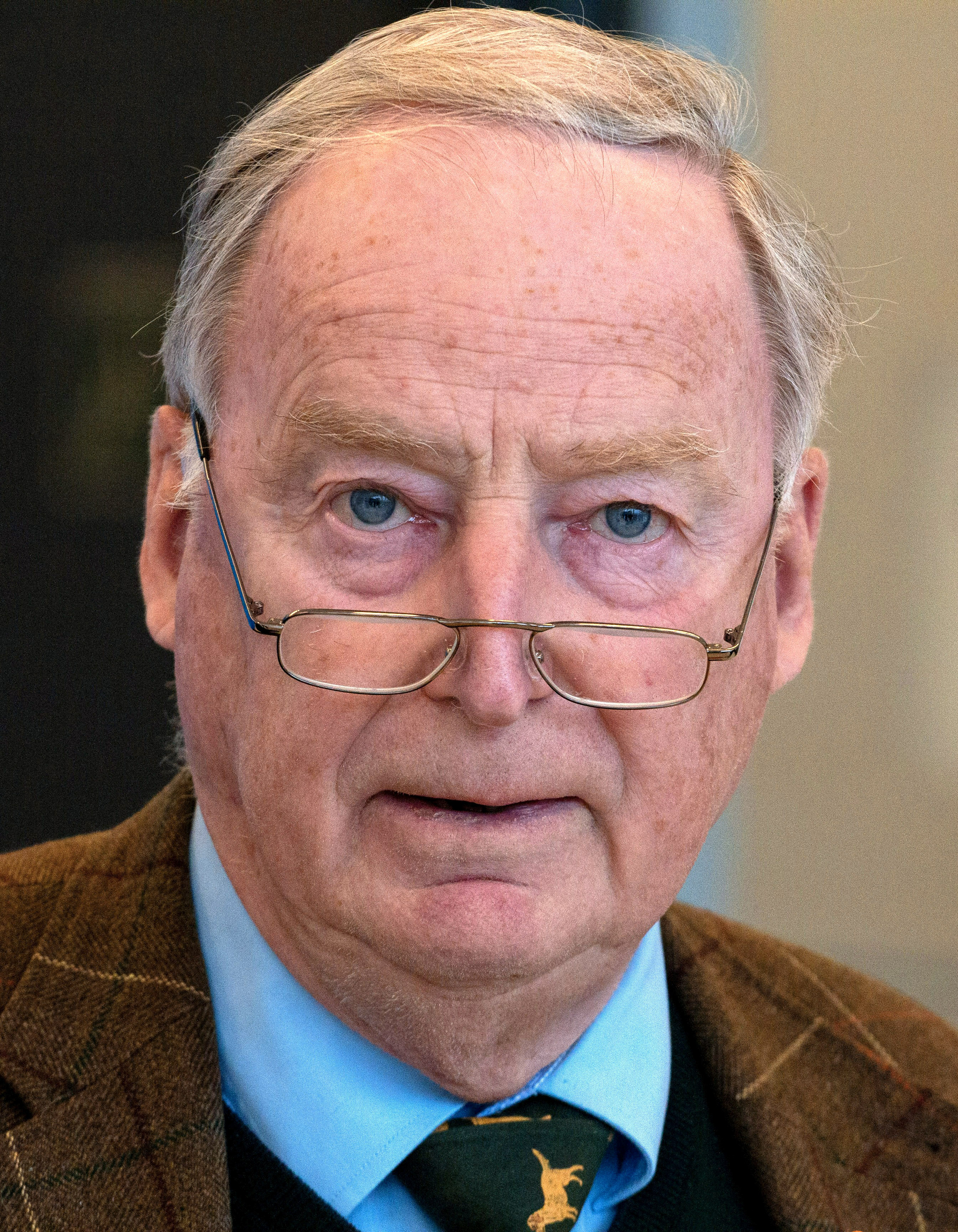
Alexander Gauland (* 1941)

- Gaulard, Lucien (1850–1888), französischer Ingenieur und Erfinder
- Gauld, Elizabeth Finlayson († 1941), schottisch-britische Suffragette und Dramatikerin
- Gauld, Lindsay (* 1948), kanadischer Radrennfahrer
- Gauld, Ryan (* 1995), schottischer Fußballspieler
- Gauld, Tom (* 1976), schottischer Cartoonist und Illustrator
- Gaule, Justus (1849–1939), deutscher Mediziner und Physiologe
- Gaulhofer, Karl (1885–1941), österreichischer Turnpädagoge, Eugeniker und Kulturkritiker
- Gaulier, Géraldine (* 1947), Schweizer Sängerin
- Gaulin, Eric (* 1975), österreichischer Skeletonsportler
- Gaulin, Huguette (1944–1972), frankokanadische Schriftstellerin
- Gaulin, Rémi (1787–1857), kanadischer Bischof der römisch-katholischen Kirche
- Gaulke, Maren (* 1955), deutsche Herpetologin
- Gaulke, Max (1853–1935), deutscher Jurist und Politiker (FVg), MdR
- Gaulke, Uli (* 1968), deutscher Regisseur, Autor und Kameramann
- Gaulle, Charles de (1890–1970), französischer Politiker und GeneralCharles de Gaulle (1890–1970)

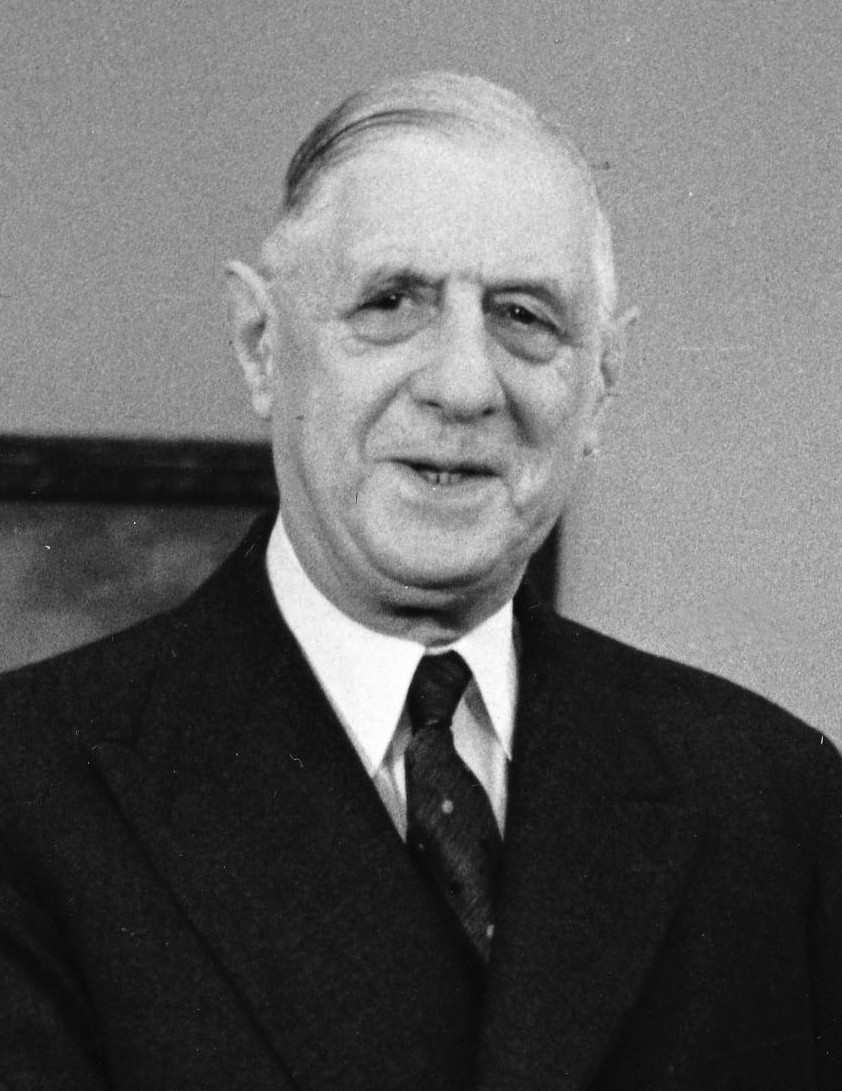
Charles de Gaulle (1890–1970)

- Gaulle, Charles de (* 1948), französischer Rechtsanwalt und Politiker, MdEP
- Gaulle, Philippe de (1921–2024), französischer Admiral und Politiker
- Gaulle, Yvonne de (1900–1979), französische Gattin des Regierungschefs, First Lady Frankreichs
- Gaulle-Anthonioz, Geneviève de (1920–2002), französische Politikerin (RPF)Geneviève de Gaulle-Anthonioz (1920–2002)

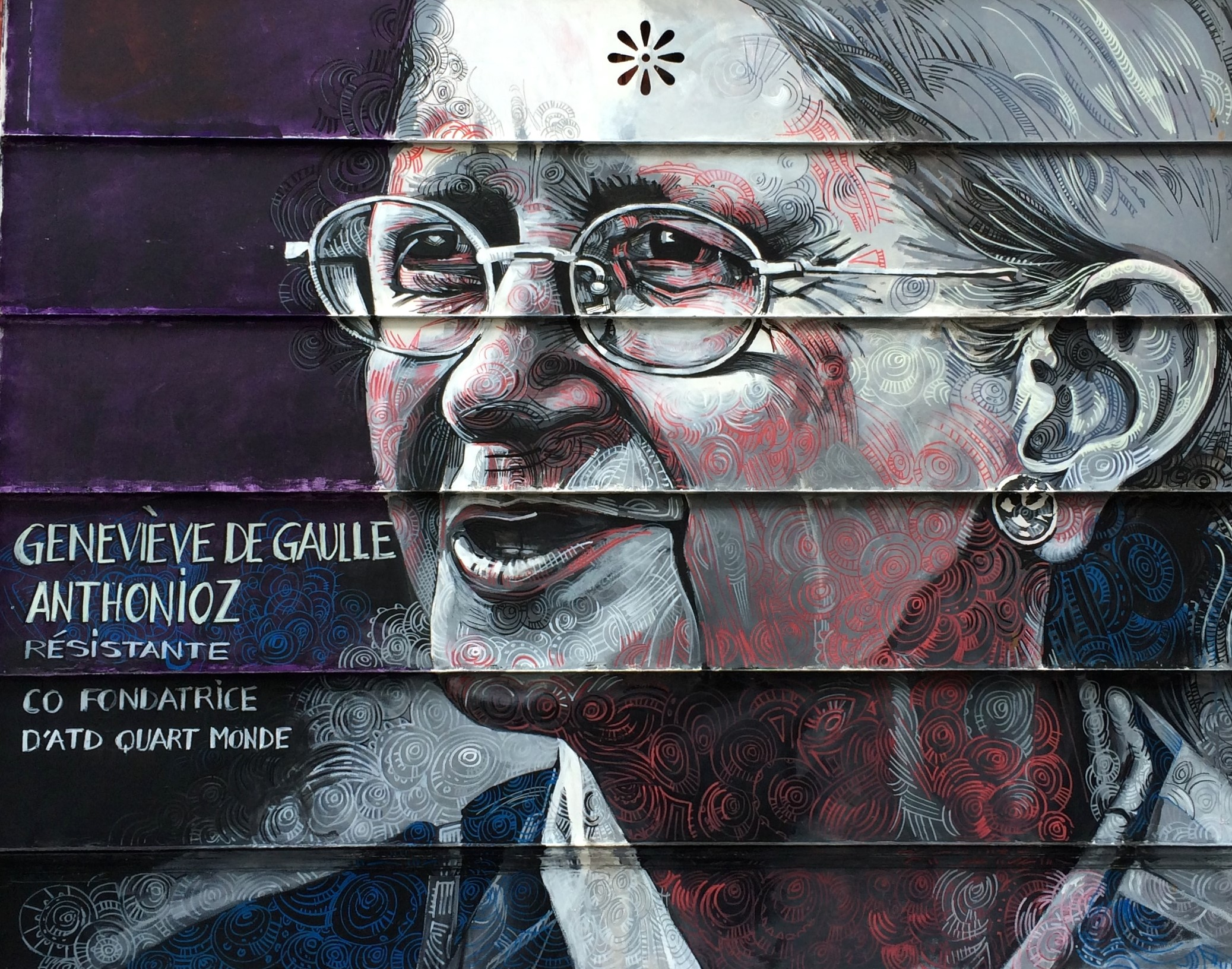
Geneviève de Gaulle-Anthonioz (1920–2002)

- Gaulli, Giovanni Battista (1639–1709), italienischer Maler des Barock
- Gaullieur, Henri (1843–1898), Schweizer Geschäftsmann, Schriftsteller und Jurist
- Gaullin, litauischer Musikproduzent
- Gaulmier, Jean (1905–1997), französischer Romanist, Orientalist und Literarhistoriker
- Gaulocher, Jürgen (1966–1998), deutscher Maler, Kostümbildner und Ausstatter
- Gaulon, René (1927–2012), französisch-beninischer Fußballspieler und -trainer
- Gauls, Herbert (1930–2017), deutscher Fotograf
- Gaulstich, Friedrich († 1943), deutscher SS-Scharführer im Vernichtungslager Sobibor
- Gault, Baptiste, französischer Physiker und Materialwissenschaftler
- Gault, Henri (1929–2000), französischer Gastronomiekritiker und Journalist
- Gault, Matthew Henry (1925–2003), kanadischer Mediziner
- Gault, Michael (* 1983), nordirischer Fußballspieler
- Gault, Scott (* 1983), US-amerikanischer Ruderer
- Gault, Willie (* 1960), US-amerikanischer Sprinter, Hürdenläufer und American-Football-Spieler
- Gaultier, Cléa (* 1990), französische Pornodarstellerin und Erotikmodel
- Gaultier, Denis († 1672), französischer Lautenist und Komponist
- Gaultier, Ennemond († 1651), französischer Lautenist und Komponist
- Gaultier, Grégory (* 1982), französischer Squashspieler
- Gaultier, Jacques, französischer Lautenist
- Gaultier, Jean François (1708–1756), französischer Botaniker und Arzt
- Gaultier, Jean Paul (* 1952), französischer ModeschöpferJean Paul Gaultier (* 1952)

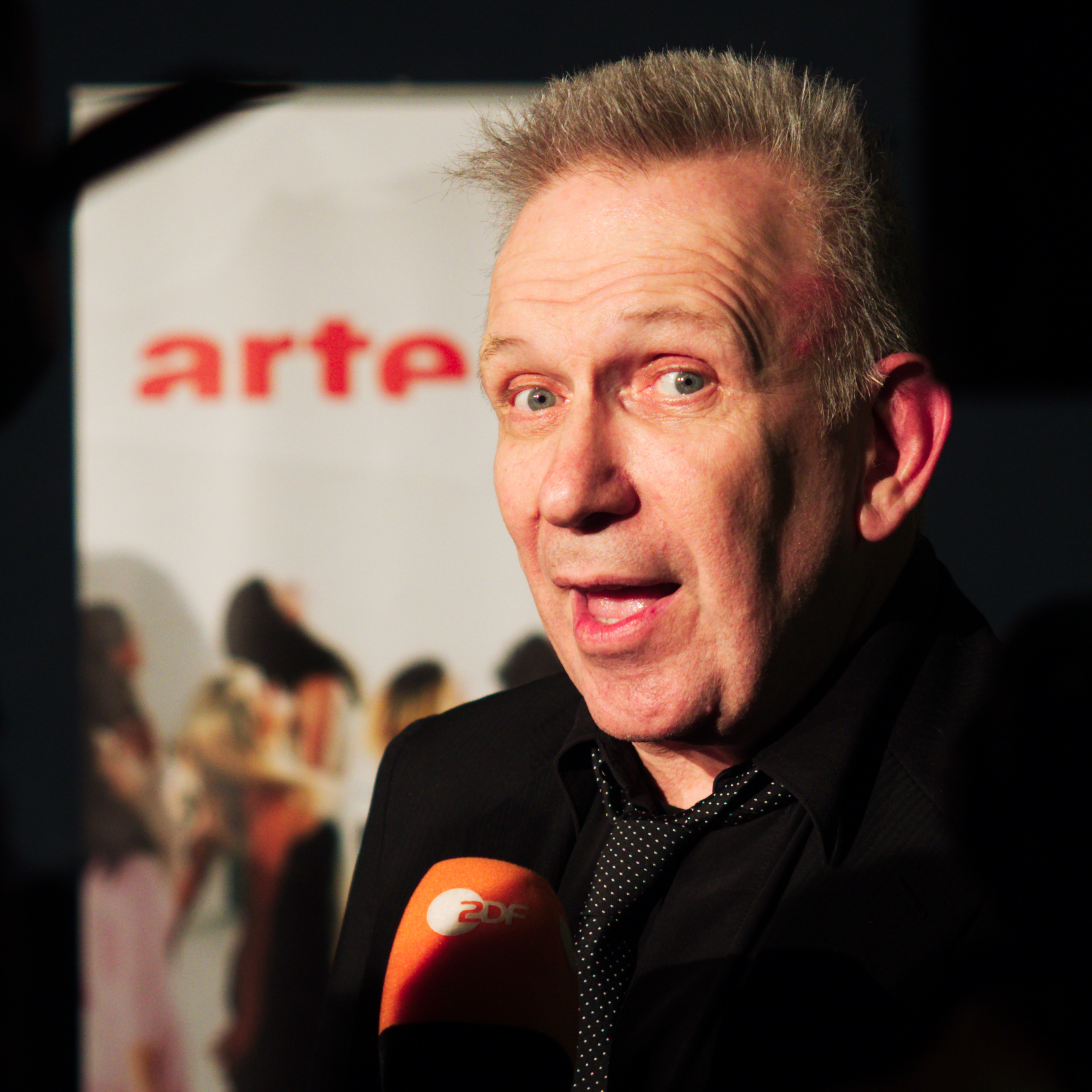
Jean Paul Gaultier (* 1952)

- Gaultier, Pierre, französischer Lautenist und Komponist
- Gauly, Bardo (* 1957), deutscher Altphilologe
- Gauly, Heinz (1931–2024), deutscher Archivar und Autor
- Gauly, Heribert (1928–1995), deutscher römisch-katholischer Theologe und Professor für Pastoraltheologie
- Gauly, Kurt (1926–2019), deutscher Kommunalpolitiker (CDU)

### Gaum
- Gaumain, Samuel (1915–2010), französischer römisch-katholischer Ordensgeistlicher, Bischof von Moundou, Tschad
- Gäumann, Ernst (1893–1963), Schweizer Botaniker, Mykologe, Phytopathologe und Universitätsprofessor
- Gäumann-Wild, Doris (1900–1993), schweizerische Kunsthistorikerin
- Gaumannmüller, Franz (1914–1990), österreichischer römisch-katholischer Geistlicher und Theologe; Zisterzienser; Abt des Stiftes Heiligenkreuz
- Gaumata, persischer Oberpriester und Magier
- Gaume, Johan (* 1985), französischer Forscher für Alpine Massenbewegungen und Hochschullehrer
- Gaumer, Patrick (* 1957), französischer Journalist
- Gaumitz, Albert (* 1897), deutscher Parteifunktionär (NSDAP)
- Gaumnitz, Stephanie (* 1987), deutsche Radrennfahrerin
- Gaumond, André (1936–2019), kanadischer Geistlicher und römisch-katholischer Erzbischof von Sherbrooke
- Gaumont, Marcel (1880–1962), französischer Bildhauer
- Gaumont, Philippe (1973–2013), französischer Radrennfahrer

### Gaun
- Gauna, Cecilia, argentinische Sängerin und Komponistin
- Gauna, Maximiliano (* 1989), argentinischer Volleyballspieler
- Gaunce, Brendan (* 1994), kanadischer Eishockeyspieler
- Gaunce, Cameron (* 1990), kanadischer Eishockeyspieler
- Gauner (* 1974), deutscher Rapper und Slam-Poet
- Gaunse, Joachim, böhmischer Bergbauingenieur und Entdecker; erster auf dem Gebiet der heutigen USA dokumentierter Jude
- Gaunt, Genevieve (* 1991), britische SchauspielerinGenevieve Gaunt (* 1991)

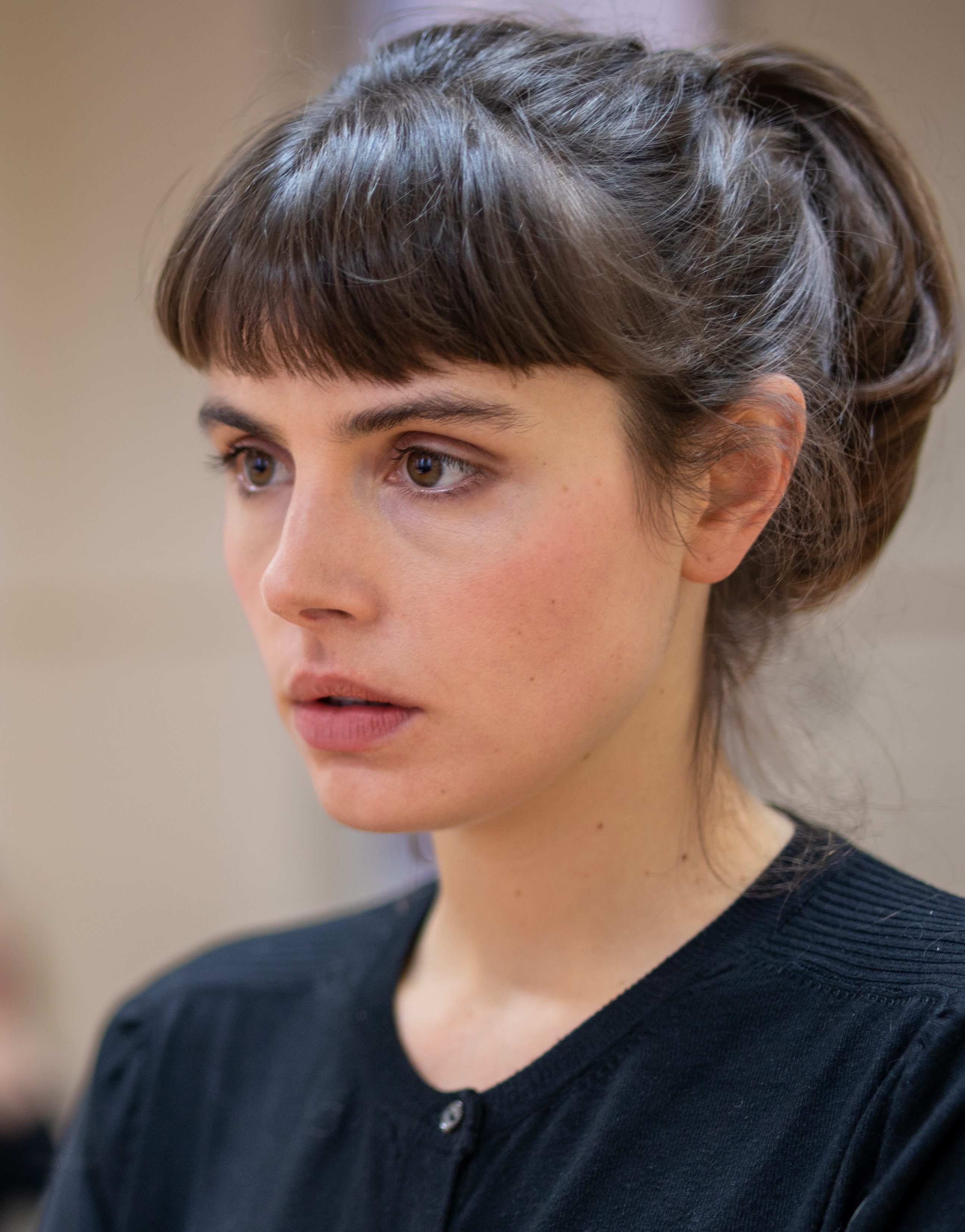
Genevieve Gaunt (* 1991)

- Gauntier, Gene (1885–1966), US-amerikanische Schauspielerin, Regisseurin und Drehbuchautorin der Stummfilmzeit
- Gauntlett, Akheem (* 1990), jamaikanischer Sprinter
- Gauntlett, Stathis (* 1949), britischer Neogräzist
- Gauntlett, Victor (1884–1949), südafrikanischer Tennisspieler
- Gauntlett, Victor (1942–2003), britischer Unternehmer und Manager
- Gauntt, Cae (* 1956), christliche Popsängerin
- Gauntt, Edward (* 1955), US-amerikanischer Opernsänger (Bariton)

### Gaup
- Gaup, Ailo (1944–2014), norwegisch-samischer Schriftsteller, Lyriker und Dramatiker
- Gaup, Ailo (* 1979), norwegisch-samischer Freestylmotocrosser
- Gaup, Nils (* 1955), samisch-norwegischer Filmregisseur
- Gaupillat, Jean (1891–1934), französischer Unternehmer und Autorennfahrer
- Gaupmann, Rudolf (1815–1877), österreichischer Maler des Biedermeier
- Gaupp, Eberhard (1734–1796), Schweizer Kaufmann
- Gaupp, Ernst (1865–1916), deutscher Anatom
- Gaupp, Ernst Theodor (1796–1859), deutscher Rechtsgelehrter
- Gaupp, Friedrich Ludwig (1832–1901), deutscher Jurist und Politiker, MdR
- Gaupp, Georg Friedrich (1719–1798), deutscher Offizier, Unternehmer und Winzer
- Gaupp, Gustav (1844–1918), deutscher Lithograf, Historien- und Porträtmaler
- Gaupp, Johannes (1667–1738), lutherischer Geistlicher, Mathematiker und Astronom
- Gaupp, Reinhard (* 1948), deutscher Geologe
- Gaupp, Robert Eugen (1870–1953), deutscher Psychiater und Neurologe
- Gaupp, Robert junior (1907–1978), deutscher Psychiater und Neurologe
- Gaupp, Robert von (1836–1908), württembergischer Staatsrat und Landtagsabgeordneter
- Gaupp-Berghausen, Georg von (1918–1985), österreichischer Militär und Wehrexperte
- Gaupset, Signe (* 2005), norwegische Fußballspielerin

### Gauq
- Gauquelin, Michel (1928–1991), französischer Psychologe und Statistiker
- Gauquelin, Renaud (* 1954), französischer sozialistischer Politiker

### Gaur
- Gaur, Babulal (1930–2019), indischer Politiker
- Gauračs, Edgars (* 1988), lettischer Fußballspieler
- Gauradas, antiker Epigrammatiker
- Găureanu, Victor (1967–2017), rumänischer Säbelfechter und Trainer
- Gauri Lankesh (1962–2017), indische Journalistin und Rationalistin
- Gauricus, Pomponius, italienischer Kunsttheoretiker der Renaissance

### Gaus
- Gaus, Bettina (1956–2021), deutsche Journalistin
- Gaus, Charles H. (1840–1909), US-amerikanischer Geschäftsmann und Politiker
- Gaus, Eugen (1850–1934), deutscher Lehrer und Heimatforscher
- Gaus, Friedrich (1881–1955), deutscher Jurist, Staatsbeamter und Diplomat
- Gaus, Günter (1929–2004), deutscher Diplomat und Journalist, MdAGünter Gaus (1929–2004)

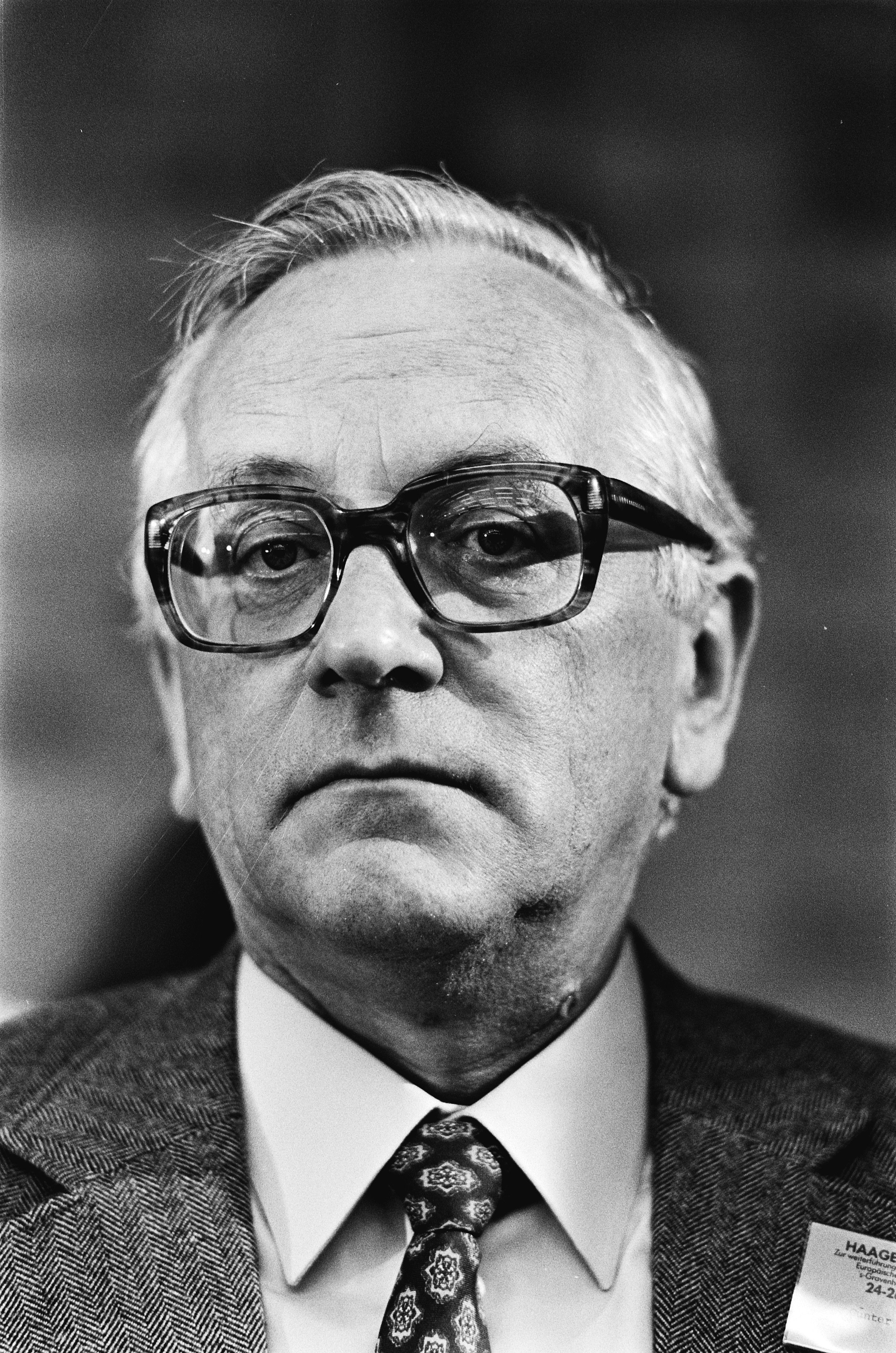
Günter Gaus (1929–2004)

- Gaus, Hermann (* 1936), deutscher Ingenieur
- Gaus, John M. (1894–1969), US-amerikanischer Politikwissenschaftler und Hochschullehrer
- Gaus, Marcel (* 1989), deutscher Fußballspieler
- Gaus, Ralf (* 1974), deutscher römisch-katholischer Theologe
- Gaus, Wilhelm (1876–1953), deutscher Chemiker und Unternehmensleiter
- Gausa, Kay (* 1992), deutscher Basketballspieler
- Gausachs i Gausachs, Marcel·lí (1891–1931), spanischer Fotograf
- Gauscelin de Jean († 1348), Kardinal der Römischen Kirche
- Gausch, Kurt (1932–2018), österreichischer Zahnmediziner und Hochschullehrer
- Gausdal, Ina (* 1991), norwegische Fußballspielerin
- Gause, Alexander (* 1871), sächsischer Oberst und Träger des Kommandeurkreuz II. Klasse des Militär-St.-Heinrichs-Ordens
- Gause, Alfred (1896–1967), deutscher Generalleutnant im Zweiten Weltkrieg
- Gause, Carl (1851–1907), deutscher Architekt
- Gause, Fritz (1893–1973), deutscher Lehrer, Historiker und Archivar
- Gause, Georgi Franzewitsch (1910–1986), sowjetischer Biologe
- Gause, Gundula (* 1965), deutsche NachrichtenmoderatorinGundula Gause (* 1965)

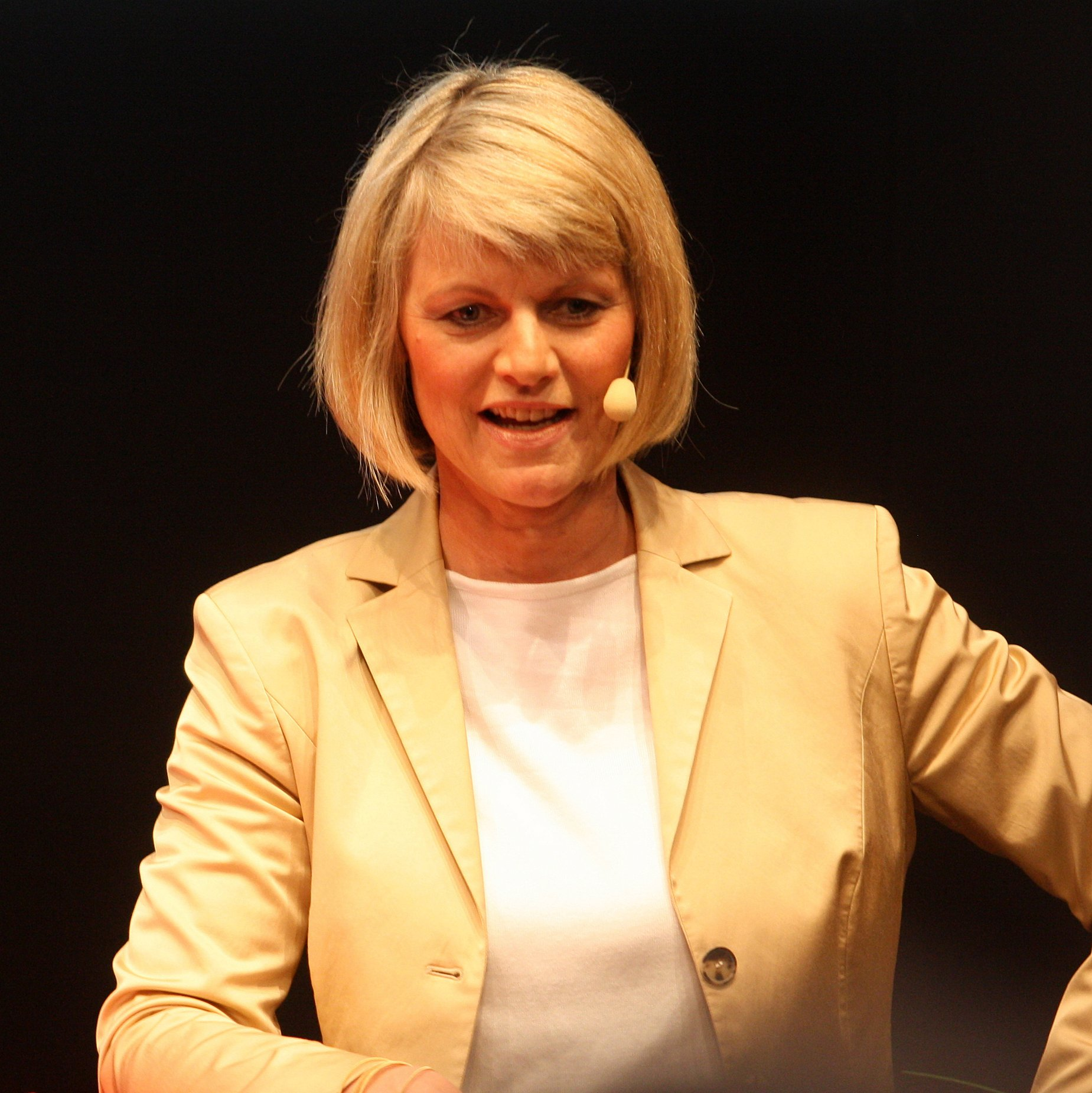
Gundula Gause (* 1965)

- Gause, Julius (* 2004), deutscher Filmschauspieler
- Gause, Lucien C. (1836–1880), US-amerikanischer Politiker
- Gause, Ute (* 1962), deutsche evangelische Theologin
- Gause, Wilhelm (1853–1916), deutsch-österreichischer Maler
- Gausel, Einar (* 1963), norwegischer Schachgroßmeister
- Gauselmann, Paul (* 1934), deutscher Unternehmer
- Gausemeier, Jürgen (* 1948), deutscher Ingenieur und Hochschullehrer
- Gausfred I. († 991), katalanischer Graf
- Gausfred III. († 1164), Graf von Rosselló
- Gausha, Terrell (* 1987), US-amerikanischer Boxer
- Gausman, Hal (1917–2003), US-amerikanischer Szenenbildner und Filmausstatter
- Gausman, Russell A. (1892–1963), US-amerikanischer Filmarchitekt
- Gausmann, Manfred (1939–2015), deutscher Politiker (SPD), MdL
- Gausmann, Peter (* 1960), deutscher Experte für Patientensicherheit und klinisches Risikomanagement
- Gauss, Adalbert Karl (1912–1982), österreichischer Lehrer, Verleger, Journalist und Volkskundler
- Gauß, Beate (* 1984), deutsche Sportschützin
- Gauß, Carl Friedrich (1777–1855), deutscher Mathematiker, Statistiker, Astronom, Geodät, Elektrotechniker und PhysikerCarl Friedrich Gauß (1777–1855)

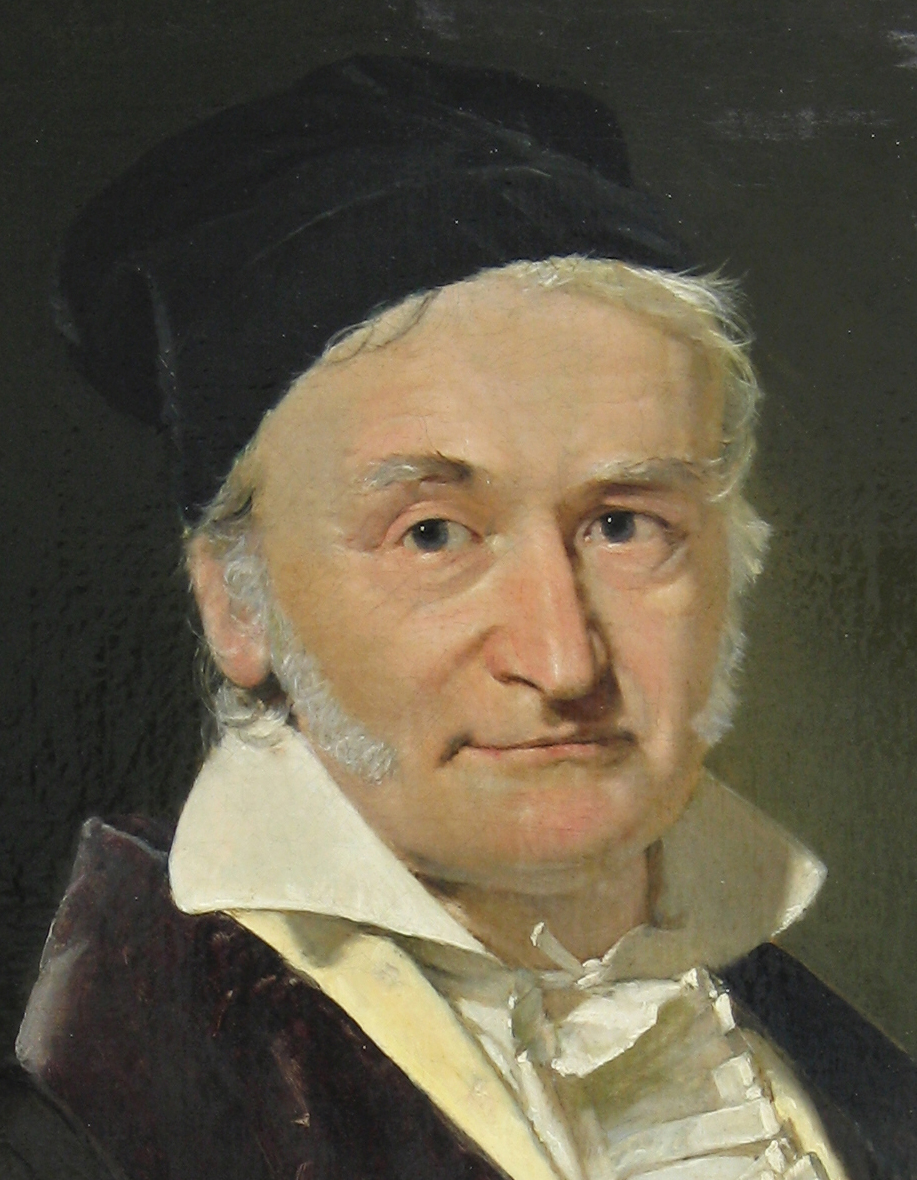
Carl Friedrich Gauß (1777–1855)

- Gauß, Carl Joseph (1875–1957), deutscher Gynäkologe und Hochschullehrer
- Gauss, Clarence E. († 1960), US-amerikanischer Diplomat
- Gauß, Eugen (1811–1896), deutschamerikanischer Unternehmer und Bankier
- Gauß, Friedrich Gustav (1829–1915), deutscher Geodät
- Gauß, Heinrich von (1858–1921), Stadtschultheiß von Stuttgart
- Gauß, Helmut (* 1944), deutscher Schauspieler und Synchronsprecher
- Gauss, Hermann (1902–1966), Schweizer Philosoph
- Gauss, Hermann Rudolf (1835–1868), Schweizer Architekt
- Gauß, Horst (* 1937), deutscher Boxer
- Gauß, Joseph (1806–1873), deutscher Artillerieoffizier, Geodät, Eisenbahn-Bauingenieur und Baubeamter
- Gauss, Julia (1901–1985), Schweizer Pädagogin und Historikerin
- Gauß, Jürgen (* 1960), deutscher theoretischer Chemiker
- Gauss, Karl (1867–1938), Schweizer Pfarrer und Historiker
- Gauß, Karl-Markus (* 1954), österreichischer SchriftstellerKarl-Markus Gauß (* 1954)

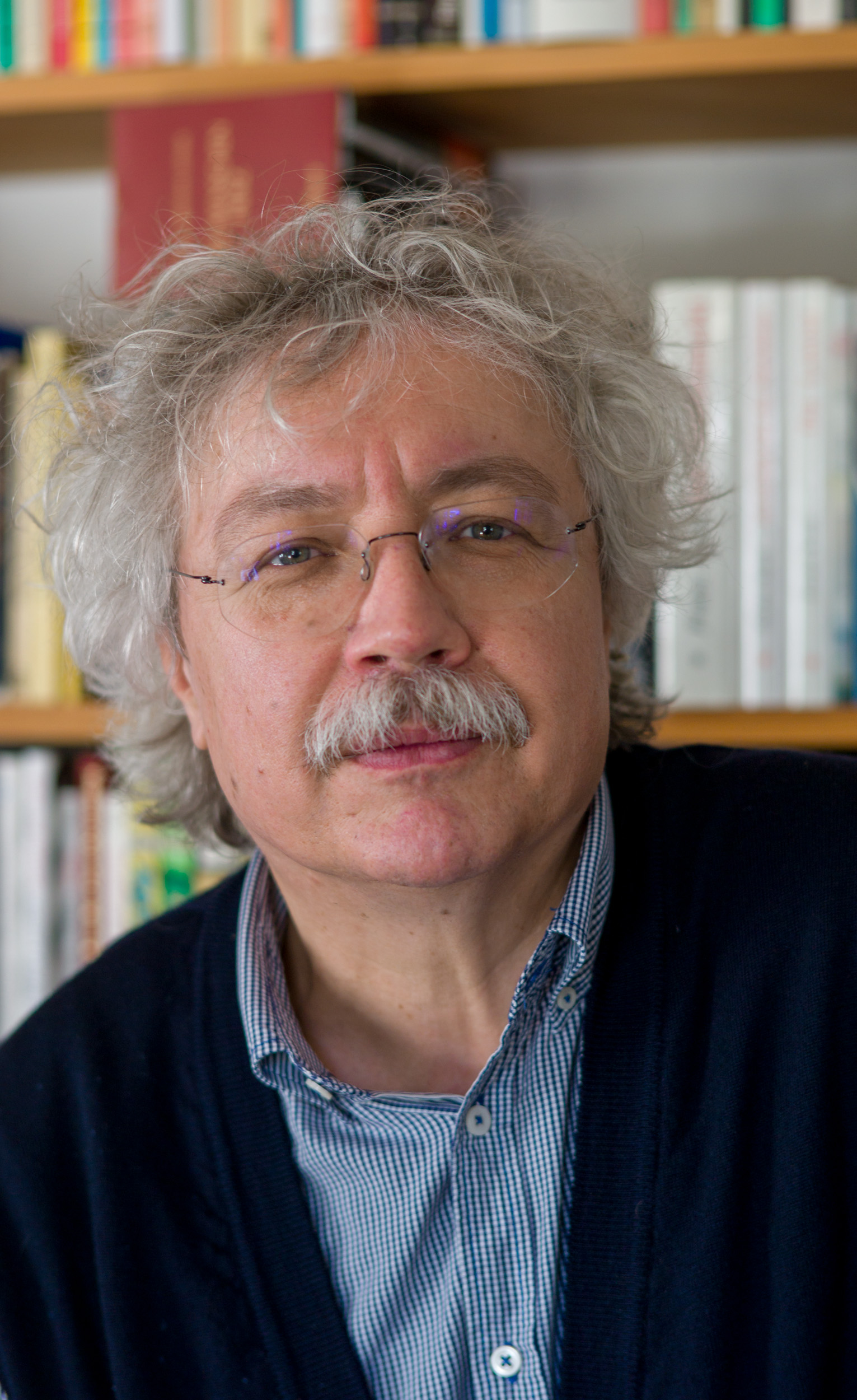
Karl-Markus Gauß (* 1954)

- Gauß, Max (1868–1931), deutscher katholischer Priester, Lehrer und Politiker (Zentrum)
- Gauß, Otto (1877–1970), deutscher Organist und Komponist
- Gauß, Ulrich (* 1932), deutscher Jurist und Kommunalpolitiker (FDP/DVP)
- Gauss, Ulrike (1941–2021), deutsche Kunsthistorikerin
- Gauss, Werner (1911–1990), deutscher Journalist und Autor
- Gauß, Wilhelm (1813–1879), deutschamerikanischer UnternehmerWilhelm Gauß (1813–1879)

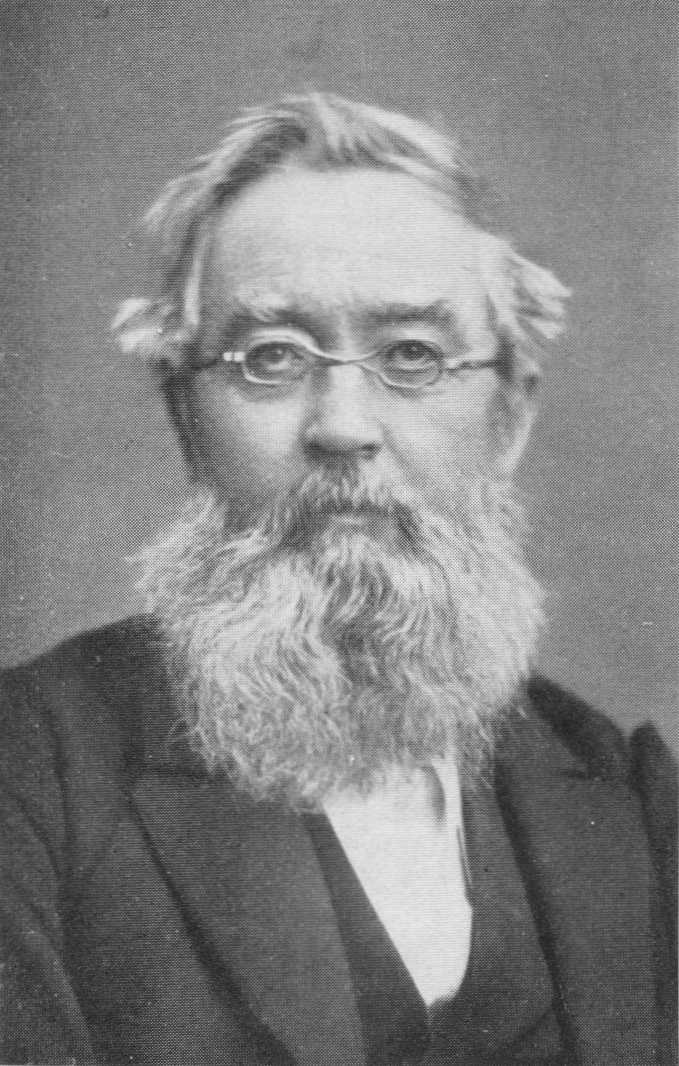
Wilhelm Gauß (1813–1879)

- Gaussail, Noël (1825–1899), französischer Geistlicher und römisch-katholischer Bischof von Perpignan-Elne
- Gaussen, Louis (1790–1863), Schweizer Theologe
- Gaussi, Jeanno (* 1973), afghanisch-deutsche Videokünstlerin
- Gaussin, Mademoiselle (1711–1767), französische Schauspielerin
- Gausson, Léo (1860–1944), französischer Landschafts- und Genremaler
- Gaustad, John Anders (* 1980), norwegischer Skilangläufer
- Gaustad, Paul (* 1982), US-amerikanischer Eishockeyspieler
- Gauster, Bernhard (1953–1993), österreichischer Politiker (FPÖ), Mitglied des Bundesrates
- Gauster, Harald (* 1971), österreichischer Fernsehschauspieler und Kinderdarsteller
- Gausterer, Franz (1931–2012), österreichischer Politiker (ÖVP), Landtagsabgeordneter
- Gausterer, Robert (* 1928), österreichischer Boxer

### Gaut
- Gautadottir, Marin Stray (* 2003), norwegische Leichtathletin
- Gautam (* 1949), deutscher Bildhauer und Grafiker
- Gautam, Michaela (* 1987), tschechische Unternehmerin, Autorin und Gründerin einer Non-Profit-Organisation
- Gautama, Siddhartha, ReligionsstifterSiddhartha Gautama

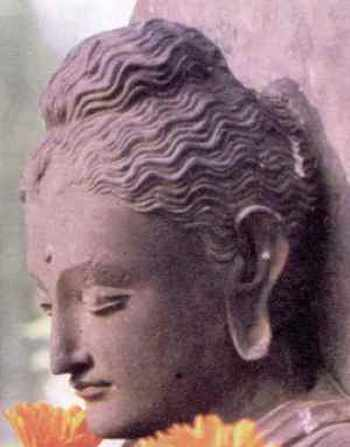
Siddhartha Gautama

- Gautel, Hermann (1905–1945), deutscher Möbeldesigner und Innenarchitekt
- Gauter, Inga (* 1970), deutsche Eiskunstläuferin
- Gauthe, Gilbert (* 1945), US-amerikanischer Priester, wegen sexuellen Missbrauchs von Kindern verurteilt
- Gauthé, Jacques (1939–2007), französischer Jazzmusiker
- Gautherat, Pierre (* 2003), französischer Radrennfahrer
- Gautheret, Roger Jean (1910–1997), französischer Botaniker
- Gautherin, Jean (1840–1890), französischer Bildhauer
- Gautheron, Isabelle (* 1963), französische Bahnradsportlerin
- Gautheroux, Jean († 1986), französischer Fußballspieler und -trainer
- Gauthier I. de Villebéon († 1205), Großkammerherr von Frankreich
- Gauthier II. de Villebéon († 1219), Herr von Villebon, Großkammerherr von Frankreich
- Gauthier III. de Nemours († 1270), Herr von Nemours, Marschall von Frankreich
- Gauthier, Bernard (1924–2018), französischer Radrennfahrer
- Gauthier, Blanche (1884–1960), kanadische Schauspielerin und Sängerin
- Gauthier, Charles Hugh (1843–1922), kanadischer Geistlicher und römisch-katholischer Erzbischof von Ottawa
- Gauthier, Chris (1976–2024), kanadischer Schauspieler
- Gauthier, Claude (* 1939), kanadischer Singer-Songwriter und Schauspieler
- Gauthier, Claude (* 1947), kanadischer Eishockeyspieler
- Gauthier, Conrad (1885–1964), kanadischer Schauspieler und Sänger
- Gauthier, Dan (* 1963), US-amerikanischer Schauspieler
- Gauthier, Daniel (* 1970), kanadischer Eishockeyspieler
- Gauthier, David (1932–2023), kanadischer Philosoph
- Gauthier, Denis (* 1976), kanadischer Eishockeyspieler und -trainer
- Gauthier, Dominick (* 1973), kanadischer Freestyle-Skier
- Gauthier, Dominique (1910–2006), kanadischer Arzt und Folklorist
- Gauthier, Dominique (* 1967), französischer Koch
- Gauthier, Eric (* 1977), kanadischer Tänzer und ChoreographEric Gauthier (* 1977)

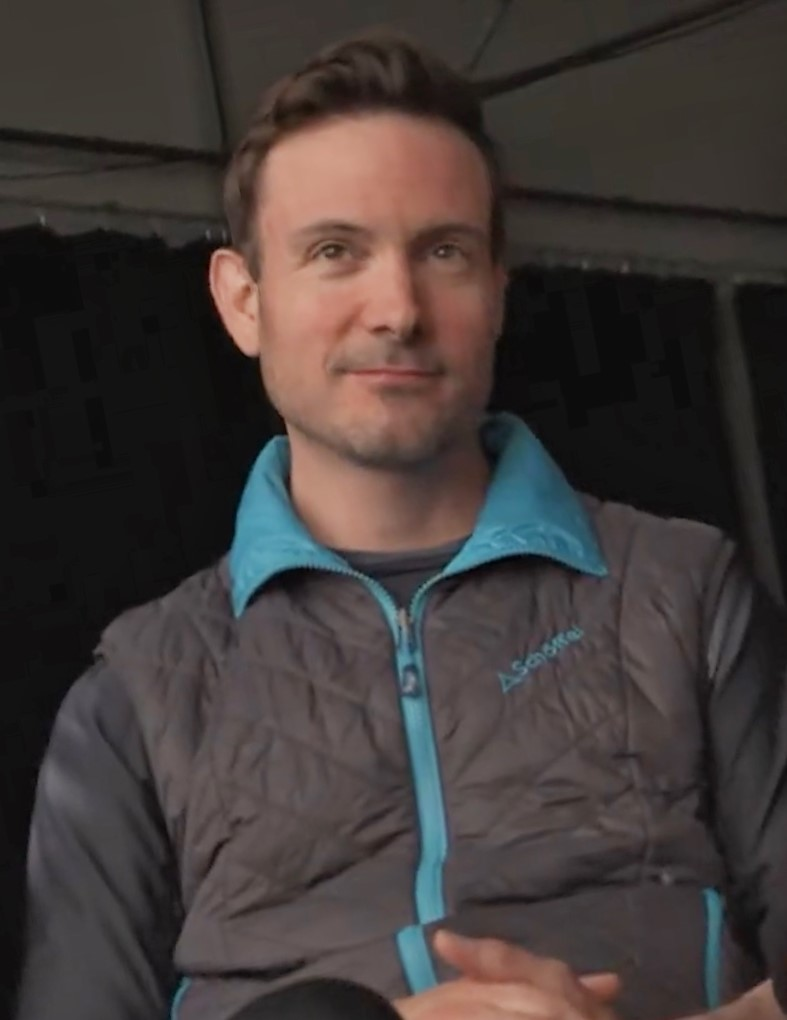
Eric Gauthier (* 1977)

- Gauthier, Éva (1885–1958), kanadische Opernsängerin (Alt, Sopran)
- Gauthier, Fay, US-amerikanische Theater und Filmschauspielerin, Sängerin und Songwriterin
- Gauthier, François (* 1955), kanadischer Westernreiter
- Gauthier, Frédérik (* 1995), kanadischer Eishockeyspieler
- Gauthier, Gabe (* 1984), US-amerikanischer Eishockeyspieler
- Gauthier, Georges (1871–1940), kanadischer Geistlicher und römisch-katholischer Erzbischof von Montréal
- Gauthier, Glen, kanadischer Tonmeister
- Gauthier, Gustav (1876–1963), deutscher Unternehmer
- Gauthier, Isabel (* 1971), kanadische Neurowissenschaftlerin
- Gauthier, Jacques (* 1948), US-amerikanischer Zoologe und Wirbeltier-Paläontologe
- Gauthier, Jean Philippe, französischer Offizier
- Gauthier, Jean-Denis (1810–1877), französischer römisch-katholischer Ordensgeistlicher und Apostolischer Vikar von Süd-Tonking
- Gauthier, Jean-Joseph (1765–1815), französischer Général de brigade
- Gauthier, Jean-Pierre (1765–1821), französischer Général de brigade
- Gauthier, Jeff (* 1954), US-amerikanischer Violinist
- Gauthier, Julien (* 1997), kanadischer Eishockeyspieler
- Gauthier, Kerry (* 1955), US-amerikanischer Politiker
- Gauthier, Laure (* 1972), französische Schriftstellerin und Dichterin
- Gauthier, Léon (1912–2003), christkatholischer Bischof der Schweiz (1972–1986)
- Gauthier, Marine (* 1990), französische Skirennläuferin
- Gauthier, Mary (* 1962), US-amerikanische Country- und Folk-SongwriterinMary Gauthier (* 1962)

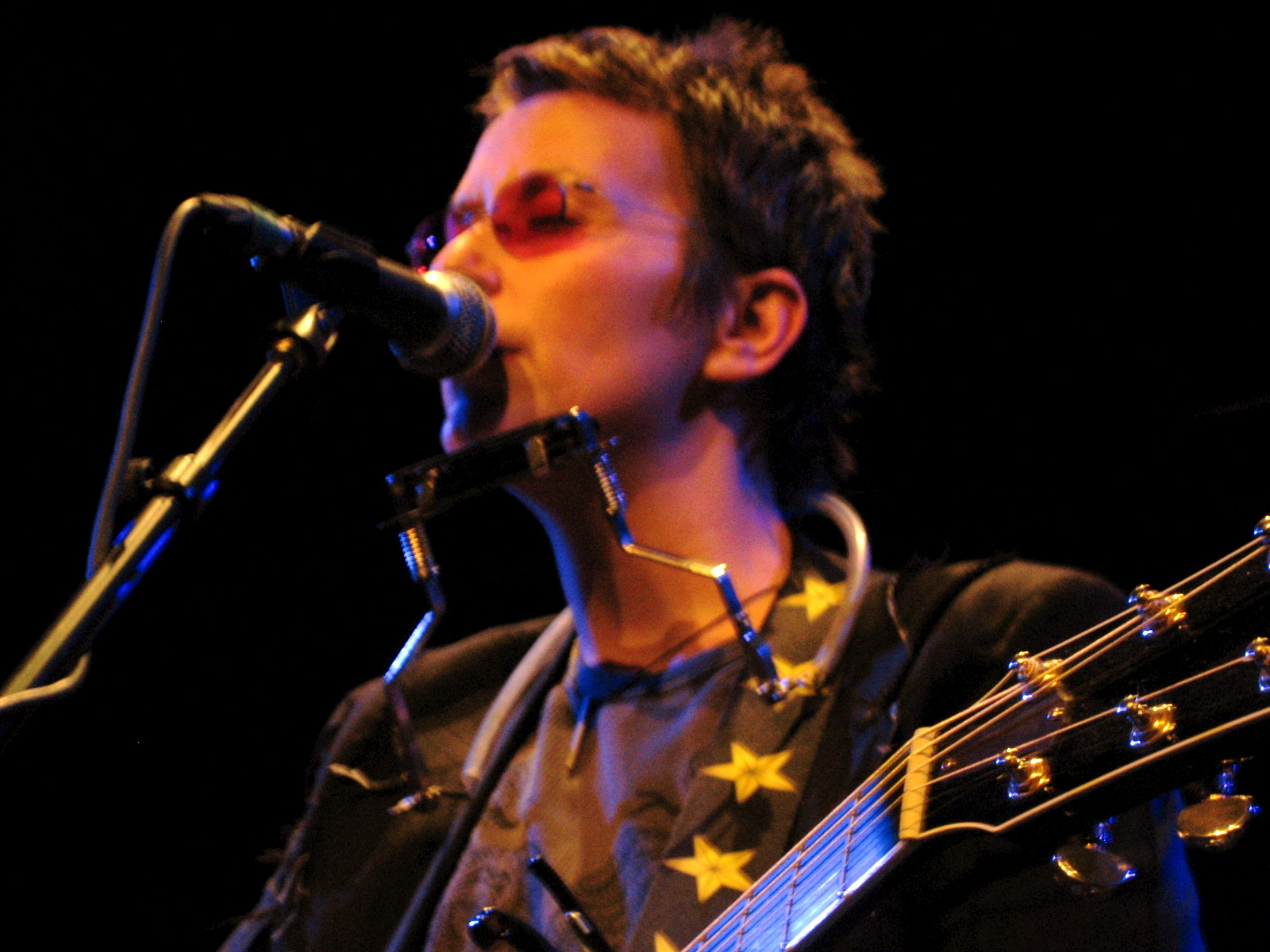
Mary Gauthier (* 1962)

- Gauthier, Patrick (* 1953), französischer Fusion- und Rockmusiker
- Gauthier, Paul-Marcel (1910–1999), kanadischer Priester, Sänger und Komponist
- Gauthier, Pierre (* 1879), französischer Segler
- Gauthier, Pierre (* 1953), kanadischer Eishockeyfunktionär
- Gauthier, René Antoine (1913–1999), französischer Dominikaner und Philosophiehistoriker
- Gauthier, Roger (1902–1981), französischer Autorennfahrer
- Gauthier, Sean (* 1971), kanadischer Eishockeytorhüter
- Gauthier, Sebastian (* 1991), schwedischer American-Football-Spieler
- Gauthier, Tiffany (* 1993), französische Skirennläuferin
- Gauthier-Chaufour, Marie-Brigitte (1928–2001), französische Komponistin
- Gauthier-Drapeau, François (* 1998), kanadischer Judoka
- Gauthier-Rat, Arnaud (* 1996), französischer Beachvolleyballspieler
- Gauthier-Villars, Henry (1859–1931), französischer Journalist, Musikkritiker und RomancierHenry Gauthier-Villars (1859–1931)

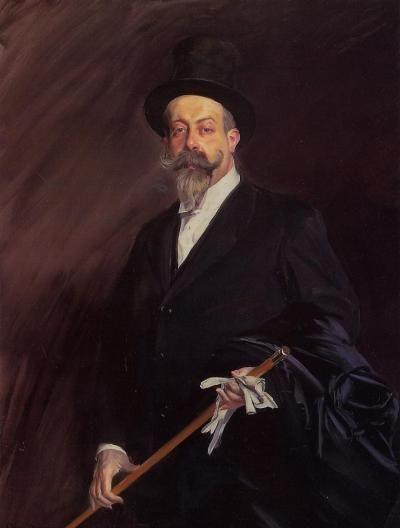
Henry Gauthier-Villars (1859–1931)

- Gauthier-Villars, Jean Albert (1828–1898), französischer Verleger
- Gauthy, Dieudonné (1893–1957), belgischer Radrennfahrer
- Gauti Guðmundsson (* 2002), isländischer Skirennläufer
- Gauti Þormóðsson (* 1987), isländischer Eishockeyspieler
- Gautier d’Arras (1135–1189), altfranzösischer Dichter
- Gautier de Coincy (1177–1236), französischer Benediktiner und Dichter
- Gautier de Metz, katholischer Priester und Dichter
- Gautier de Montdorge, Antoine (1701–1768), französischer Dramaturg, Librettist, Poet und Enzyklopädist
- Gautier de Vinfrais, Charles (1704–1797), französischer Jurist, Ökonom und Enzyklopädist
- Gautier Giffard, normannischer Adliger
- Gautier I. Tirel, französischer Adliger und Militär; Seigneur de Poix
- Gautier II. Tirel, französischer Adliger und Militär; Seigneur de Poix
- Gautier le Cornu († 1241), Erzbischof von Sens
- Gautier, Albert (1853–1931), deutscher Verwaltungsbeamter, Kommunalpolitiker und Richter
- Gautier, André (1924–2000), Schweizer Politiker (LPS)
- Gautier, Antony (* 1977), französischer Fußballschiedsrichter und Politiker
- Gautier, Armand (1837–1920), französischer Chemiker
- Gautier, Cyril (* 1987), französischer Radrennfahrer
- Gautier, Émile (1822–1891), Schweizer Astronom und Militär
- Gautier, Émile-Félix (1864–1940), französischer Geograph und Forschungsreisender
- Gautier, Éric (* 1961), französischer Kameramann
- Gautier, François (* 1950), französisch-indischer Autor
- Gautier, Fritz (1950–2017), deutscher Politiker (SPD), MdB, MdEP
- Gautier, Guy-Pierre (1924–2024), französischer Résistance-Kämpfer und Dachau-Überlebender
- Gautier, Helma (* 1940), österreichische Schauspielerin
- Gautier, Henri (1660–1737), französischer Ingenieur
- Gautier, Hermann (1920–2010), deutscher Politiker (KPD, DKP), MdBB
- Gautier, Jean Alfred (1793–1881), Schweizer Astronom
- Gautier, Jean-Guy (1875–1938), französischer Rugbyspieler und Leichtathlet
- Gautier, Jean-Jacques (1908–1986), französischer Schriftsteller, Theaterkritiker und Essayist
- Gautier, Jean-Jacques (1912–1986), Schweizer Bankier und Menschenrechtsaktivist
- Gautier, Joseph (1794–1846), Seiltänzer, Kunstreiter und Zirkusdirektor
- Gautier, Judith (1845–1917), französische Dichterin, Übersetzerin und Schriftstellerin
- Gautier, Julie (* 1979), französische Apnoe-Taucherin, Tänzerin und Filmemacherin
- Gautier, Léon (1832–1897), französischer Literaturwissenschaftler und Archivar
- Gautier, Léon (1922–2023), französischer Soldat und Weltkriegs-Veteran
- Gautier, Loïc (* 1954), französischer Radrennfahrer
- Gautier, Lucien (1850–1925), französischer Graphiker, Zeichner und Maler des Impressionismus
- Gautier, Lucien (1850–1924), Schweizer evangelischer Theologe und Hochschullehrer
- Gautier, Manuel María (1830–1897), Präsident der Dominikanischen Republik
- Gautier, Marthe (1925–2022), französische Kinderärztin und Forscherin der Trisomie 21
- Gautier, Pascale (* 1961), französische Autorin und Lektorin
- Gautier, Philippe (* 1960), belgischer Jurist, Registrar des Internationalen Gerichtshofs
- Gautier, Roger (1922–2011), französischer Ruderer
- Gautier, Shelley (* 1968), kanadische Paracyclerin
- Gautier, Théophile (1811–1872), französischer Dichter, Erzähler und KritikerThéophile Gautier (1811–1872)

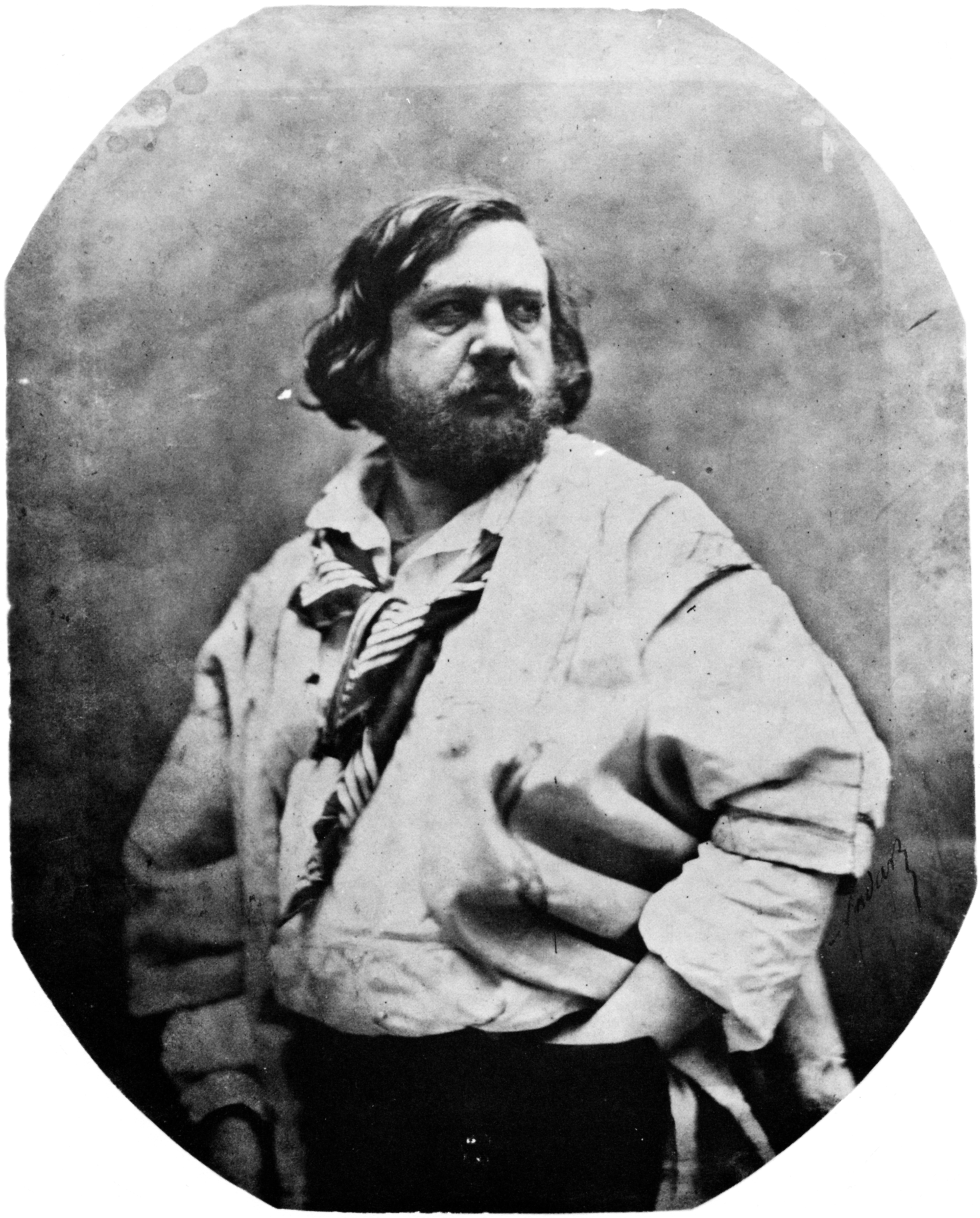
Théophile Gautier (1811–1872)

- Gautier, Thomas (1638–1709), französischer evangelischer Theologe
- Gautier-Pictet, Hélène (1888–1973), Schweizer Frauenrechtlerin
- Gautier-van Berchem, Marguerite (1892–1984), Schweizer Kunsthistorikerin und IKRK-Delegierte
- Gautieri, Carmine (* 1970), italienischer Fußballspieler und -trainer
- Gauto, Montserrath (* 2006), paraguayische Sprinterin
- Gautrand, Jean-Claude (1932–2019), französischer Fotograf, Journalist und Autor
- Gautrand, Manuelle (* 1961), französische Architektin
- Gautrat, Morgan (* 1993), US-amerikanische Fußballspielerin
- Gautreau, Huberte (1934–2025), kanadische, acadische Frauenrechts-Aktivistin
- Gautreaux, Fernando, dominikanischer Gitarrist
- Gautreaux, Greg, US-amerikanischer Schiedsrichter im American Football
- Gautrelet, Sylvie (* 1950), französische Kostümbildnerin
- Gautry, Lannick (* 1976), französischer Schauspieler
- Gautsch von Frankenthurn, Paul (1851–1918), österreichischer Politiker und Ministerpräsident
- Gautsch, Karl (1810–1879), deutscher Heimatforscher, Politiker und Rechtsanwalt
- Gautschi, Andreas (* 1956), Schweizer Forstwissenschaftler
- Gautschi, Daphne (* 2000), Schweizer Handballspielerin
- Gautschi, Georges (1904–1985), Schweizer Eiskunstläufer
- Gautschi, Heinrich Alfred (1871–1955), Schweizer Industrieller und Pionier der Aluminiumtechnologie
- Gautschi, Karl (* 1939), Schweizer Satiriker
- Gautschi, Peter (* 1959), Schweizer Historiker und Geschichtsdidaktiker
- Gautschi, Rolf (1932–2016), Schweizer Bildender Künstler und Kunstlehrer
- Gautschi, Thomas (* 1969), Schweizer Soziologe
- Gautschi, Thomas (* 1976), Schweizer Handballspieler
- Gautschi, Walter (* 1927), Schweizer Mathematiker
- Gautschi, Willi (1920–2004), Schweizer Historiker
- Gautschy, Heiner (1917–2009), Schweizer Radio- und Fernsehjournalist
- Gautschy, Rita (* 1973), österreichische Astrochronologin, Archäoastronomin, Astronomin und Archäologin
- Gauttier du Parc, Pierre-Henry (1772–1850), französischer Konteradmiral und Hydrograph
- Gauty, Lys (1900–1994), französische Chanson-Sängerin und Schauspielerin
- Gautzsch, Birgit (* 1967), deutsche Leichtathletin
- Gautzsch, Wilhelm Benjamin (1771–1835), schweizerisch-deutscher Pädagoge

### Gauv
- Gauvain, David von (1649–1727), kurhannoverscher Generalleutnant
- Gauvain, Sybille (* 1994), französische Tennisspielerin
- Gauvard, Claude (* 1942), französische Mediävistin
- Gauvin, Axel (* 1944), französischer Schriftsteller
- Gauvin, Karina (* 1966), kanadische Opernsängerin (Sopran)
- Gauvin, Valérie (* 1996), französische Fußballspielerin
- Gauvreau, Claude (1925–1971), kanadischer Schriftsteller
- Gauvreau, Marcel (* 1955), kanadischer Snookerspieler

### Gauw
- Gauweiler, Helmut (1908–1965), deutscher Schriftsteller
- Gauweiler, Karl Theobald (1909–1942), deutscher Dentist, Mitglied der NSDAP und der SA
- Gauweiler, Otto (1910–1969), deutscher Jurist in der Verwaltung des Distrikts Warschau des Generalgouvernements
- Gauweiler, Peter (* 1949), deutscher Jurist, Publizist und Politiker (CSU), MdL, MdBPeter Gauweiler (* 1949)

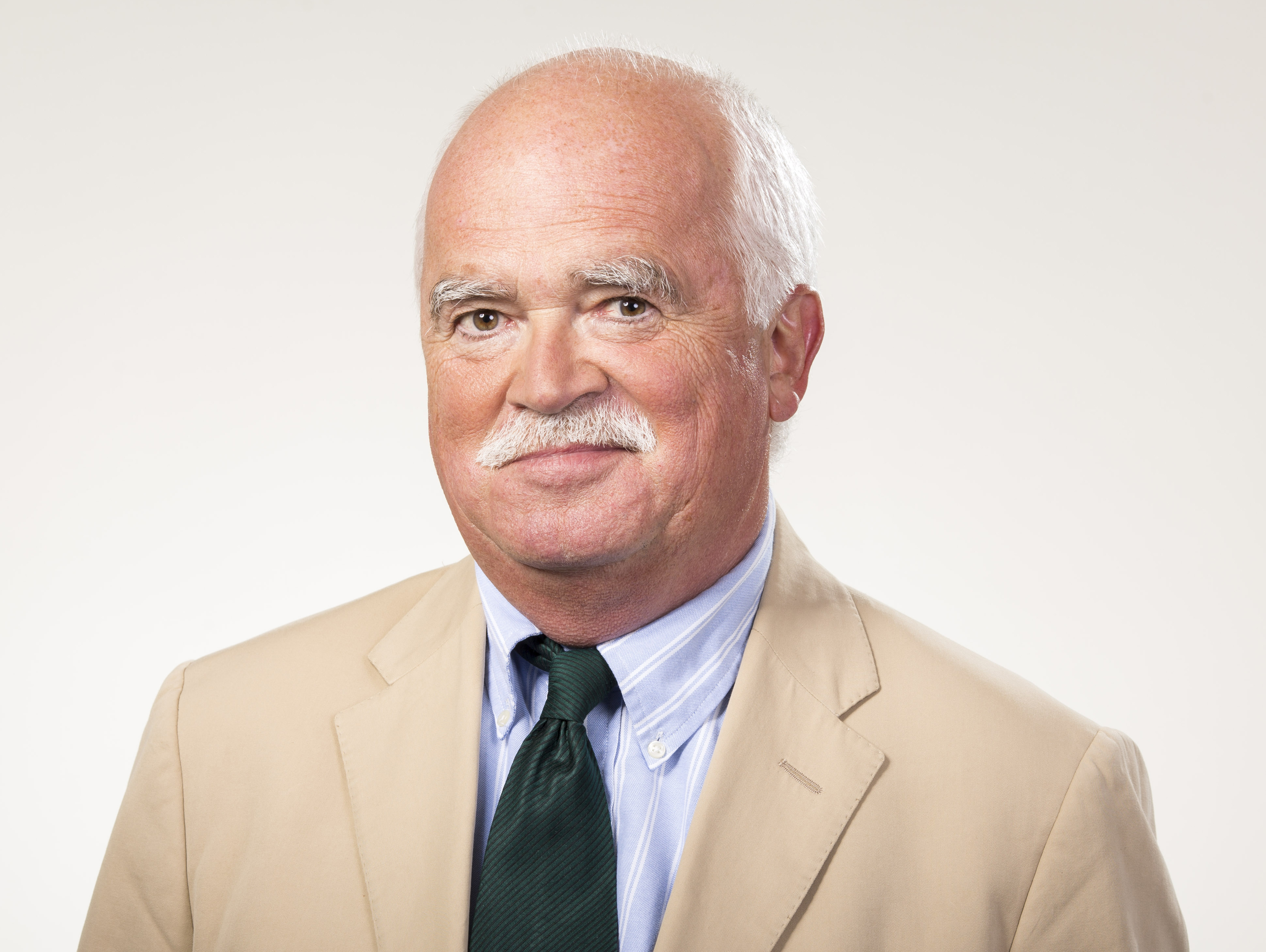
Peter Gauweiler (* 1949)

- Gauwerky, Friedrich (* 1951), deutscher Cellist

### Gauz
- Gauz (* 1971), französischer Fotograf, Drehbuchautor, Journalist und Autor
- Gauzbert, Missionsbischof in Südschweden, und Bischof von Osnabrück
- Gauzé, Lynda Marlène (* 1990), ivorische Fußballspielerin
- Gauzès, Jean-Paul (1947–2023), französischer Politiker (UMP), MdEP
- Gauzin, Matthieu (* 2001), französischer Basketballspieler
- Gauzin-Müller, Dominique (* 1960), französische Architektin und Architekturkritikerin
- Gauzlin († 886), fränkischer Erzkanzler und Bischof von Paris
- Gauzlin von Fleury († 1030), Abt von Fleury, Erzbischof von Bourges
- Gauzlin von Toul († 962), Bischof von Toul
- Gauzy, Simon (* 1994), französischer Tischtennisspieler